# Велесова книга
«Ве́лесова книга» (также «Вле́сова книга», «Книга Ве́леса», «Дощечки Изенбе́ка», «Дощьки Изенбе́ка») — фальсификация, созданная в XIX или, что более вероятно, XX веке и примитивно имитирующая праславянский язык. Повествует о глубоких «арийских» корнях славян и русского народа. Отражает русоцентризм автора, в частности, в именовании славян «русичами». Играет значительную роль во многих направлениях славянского неоязычества, где используется как основание и доказательство неоязыческой религиозности; популярна в среде русского национализма. Является одной из главных основ русской и славянской версии арийского мифа, поскольку, согласно сторонникам её подлинности, доказывает праисторическую связь русских с древними «арийскими» народами.
Первоначально публиковалась под названием «Дощьки Изенбека»; название «В(е)лесова книга» дано по слову «влескниго» — первому слову на дощечке № 16 и связано с именем славянского бога Велеса.
«Велесова книга» рассказывает о славянах, их хозяйственной деятельности, верованиях, столкновениях с соседями и других событиях начиная с IX века до н. э. («за 1300 лет до Германариха» — погиб около 375 года) до IX века (вплоть до «времени Дира»). Текст делится на три части: гимны языческим богам, «историческое» повествование и заключительные гимны, совмещающие язычество и монотеизм («бог и един и множествен»). Утверждается, что у славян не было традиции человеческих жертвоприношений. Основные действия «летописи» разворачиваются в степном регионе от Карпат до Дона, включая Крым, где славяне «бродили со своими стадами». Сквозными темами произведения являются войны славянских племён с многочисленными врагами (готами, гуннами, римлянами, греками, варягами и др.), призывы к этой борьбе и к мести врагам. Говорится о 400-летней борьбе с готами. Упоминается славное киевское племя, которое совместно с другим племенем «отца Оря» одерживало победы над врагами. Оба племени названы «руште», что, по мысли автора, вероятно, должно означать «русы». Биолог Сергей Парамонов, писавший по данной теме под псевдонимом Сергей Лесной, один из первых публикаторов текста «Велесовой книги», относил эти события к 500 году до н. э. или, по меньшей мере, к началу нашей эры. Также в тексте проводится идея о Северном Причерноморье и Поднепровье как одной из славянских прародин и упоминается «Русколань» как древний славянский термин.
Текст «Велесовой книги» был впервые опубликован в 1950-х годах русскими эмигрантами Юрием Миролюбовым и Александром Куренковым (под псевдонимом Ал. Кур) в эмигрантском журнале «Жар-птица», издававшемся в Сан-Франциско. Наиболее вероятным автором фальсификации является сам Миролюбов. Согласно утверждениям Миролюбова, текст «Велесовой книги» списан им с деревянных дощечек, созданных примерно в IX веке, некоторое время хранившихся у художника Фёдора Изенбека (у которого их якобы и обнаружил Миролюбов) и утерянных во время Второй мировой войны. Помимо Миролюбова автором фальсификата или лицом, вдохновившим Миролюбова на его создание, мог быть библиофил и известный фальсификатор Александр Сулакадзев (1771—1829), чьи способы создания и подачи поддельных источников близки к истории находки «Велесовой книги».
Большинство учёных, как историки, так и лингвисты, рассматривают «Велесову книгу» в качестве фальсификации. Не было представлено никаких документальных свидетельств того, что «дощечки Изенбека» видел кто-нибудь, кроме Миролюбова, и что они вообще существовали. Текст, представленный Миролюбовым (по его утверждениям, списанный им с дощечек; также изображение, выдаваемое за фотографию одной из дощечек), написан кириллицей, деформированной по образцу индийского письма деванагари. Одним из главных аргументов поддельности «Велесовой книги» является её язык. «Велесова книга» написана на смеси ряда современных славянских языков, произвольно искажённых, вероятно в стремлении придать тексту вид древнего. Так, автор произвольно деформировал слова; к этим словам в произвольном порядке присоединял различные окончания; фонетика, морфология и синтаксис сочинения хаотичны, в них невозможно выделить какие-либо закономерности. Степень грамматической бессистемности и произвольности в тексте не имеет аналогов в каком-либо языке мира. Язык «Велесовой книги» не может быть естественным языком какой-либо эпохи и представляет собой результат деятельности фальсификатора, не имевшего представления об истории славянских языков и знаний о функционировании естественных языков вообще.
Содержание «Велесовой книги» противоречит всей совокупности независимых друг от друга исторических источников любых стран и эпох, а также содержит большое число неразрешимых внутренних противоречий. «Велесова книга» существенно беднее в плане деталей, общего стиля и других характеристик, чем какой-либо настоящий древний миф, эпос или летопись; включает некоторые характерные библейские (то есть еврейские и греческие) обороты; отражает слабые представления автора о мышлении людей прошлого и содержит ряд анахронизмов вплоть до предсказания технических изобретений новейшего времени. «Мифология», представленная в «Велесовой книге», имеет ряд черт, которые не встречаются в мифологии славян и каких-либо других народов (триада «Явь, правь и навь» и др.).
В ряду других фальсификаций «Велесова книга» выделяется масштабом как самой фальсификации, так и попыток доказать её подлинность.

## История текста

### «Дощечки Изенбека»
Все сведения об истории текста до момента его публикации исходят от эмигранта Юрия Миролюбова, инженера-химика по образованию, писателя, поэта и автора псевдоисторических сочинений по «древней истории» славян и «русов». Достоверность всей истории до момента публикации вызывает сомнения исследователей в связи с отсутствием каких-либо её подтверждений и противоречием ряду высказываний Миролюбова за данный период.
Название «Влесова книга» дано тексту одним из энтузиастов его изучения и публикации биологом Сергеем Парамоновым. Под псевдонимом С. Лесной он опубликовал ряд любительских книг об истории Руси и «Слове о полку Игореве». В его сочинении «Влесова книга…» (1966) наиболее подробно изложена история находки и публикации памятника.
Согласно Миролюбову, в 1919 году, во время Гражданской войны, полковник белой армии Фёдор Изенбек якобы обнаружил в некой разорённой помещичьей усадьбе деревянные «дощечки» с письменами.
Миролюбов так излагает обстоятельства находки:

Изенбек нашёл их в разграбленной усадьбе не то князей Задонских, не то Донских или Донцовых, не помню, так как сам Изенбек точно не знал их имени. Это было на Курском или Орловском направлении. Хозяева были перебиты красными бандитами, их многочисленная библиотека разграблена, изорвана, и на полу валялись разбросанные дощьки, по которым ходили невежественные солдаты и красногвардейцы до прихода батареи Изенбека.
Он приказал денщику собрать «дощечки» в мешок и, вынужденный бежать из России после разгрома белой армии, возил их с собой по всей Европе.
В 1925 году Изенбек, проживая в Брюсселе, познакомился с Миролюбовым. Миролюбов рассказал Изенбеку о своём замысле написать поэму на исторический сюжет, но жаловался на отсутствие материала. В ответ Изенбек указал ему на лежащий на полу мешок. Миролюбов писал: «В мешке я нашёл „дощьки“, связанные ремнём, пропущенным в отверстия». Согласно Миролюбову, дощечки имели размер 38 на 22 см и толщину в 0,5 см. С того времени Миролюбов якобы в течение пятнадцати лет переписывал с «дощечек» текст. Изенбек не позволял выносить дощечки из своего помещения, и Миролюбов переписывал их в его присутствии или оставаясь в его «ателье», где Изенбек разрисовывал ткани, запертым на ключ. Миролюбов с трудом разбирал текст и реставрировал пострадавшие «дощечки»:

Стал приводить в порядок, склеивать… смутно предчувствовал, что я их как-то лишусь, больше не увижу, что тексты могут потеряться, а это будет урон для истории… Я ждал не того! Я ждал более или менее точной хронологии, описания точных событий, имён, совпадающих со смежной эпохой других народов, описания династий князей, и всякого такого материала исторического, какого в них не оказалось.
Лесному не удалось установить, какую часть текста Миролюбов переписал. В 1941 году Изенбек умер, и дальнейшая судьба «дощечек» неизвестна.
Не существует документальных свидетельств существования «дощечек Изенбека», на которых, как утверждается, была записана «Велесова книга». Фотография якобы одной из «дощечек», согласно экспертизе, проведённой филологом Л. П. Жуковской, воспроизводит не доску, а рисунок на бумаге.

### История публикации
Спустя двенадцать лет после смерти Изенбека, в ноябре 1953 года, в журнале «Жар-птица», издававшемся русскими эмигрантами в Сан-Франциско (вначале на ротапринте), была опубликована следующая заметка:

При некотором нашем содействии — воззвании к читателям журнала в сентябрьском номере журнала — и журналиста Юрия Миролюбова отыскались в Европе древние деревянные «дощьки» V века с ценнейшими на них историческими письменами о древней Руси. Мы получили из Бельгии фотографические снимки с некоторых из «дощьчек», и часть строчек с этих старинных уник уже переведена на современный русский язык известным ученым-этимологом Александром А. Кур и будет напечатана в следующем, декабрьском номере нашего журнала. — Редакция
Из этого сообщения следовало, что дощечки нашлись или, во всяком случае, редакция получила их фотоснимки. Однако в январском номере журнала за 1954 год было опубликовано письмо Миролюбова, в котором было сказано, что «фотостатов мы не могли с них сделать, хотя где-то среди моих бумаг находится один или несколько снимков. Если найду, то я их с удовольствием пришлю. Подчеркиваю, что о подлинности дощьек судить не могу». Позднее журнал публиковал ещё несколько сообщений о «фотостатах», сведения которых противоречили друг другу: в 1957 году (октябрьский номер) Миролюбов сообщил, что «фотографии текстов немногочисленны, репродукции неясны»; в январе 1959 года А. Кур упоминал имеющиеся у него «фотостатные снимки других дощечек». По утверждениям С. Ляшевского, Миролюбов сделал фотографии двух дощечек. В январе 1955 года был опубликован единственный «фотостат» — десять строк с «дощечки № 16». Этот снимок был направлен на экспертизу в Академию наук СССР и помещён в статье Жуковской в журнале «Вопросы языкознания» (1960). Объявив о находке дощечек в ноябре 1953 года, редакция журнала длительное время не публикует их тексты. В течение трёх лет публикуются лишь статьи А. Кура, где в общей сложности воспроизведено около 100 строк текста, но публикация полного текста отдельных дощечек началась только в марте 1957 года и продолжалась до 1959 года, когда журнал «Жар-птица» прекратил своё существование.
Первоначальный текст «Велесовой книги» известен в нескольких вариантах: текст, который был опубликован в журнале «Жар-птица», машинописный текст из архива Миролюбова (фотокопии были опубликованы в книге 1972 года), машинописный текст, найденный в Сан-Франциско (предположительно это вариант, направленный Миролюбовым Куру для публикации), рукописные копии Миролюбова, которые в разрозненном виде хранятся у нескольких частных лиц и в архивах Ахена, Сан-Франциско и др., ряд более поздних машинописных копий.
В 1960-х годах «Велесова книга» упоминается Лесным в книгах «История руссов в неизвращенном виде» (1953—1960) и «Русь, откуда ты? Основные проблемы истории Древней Руси» (1964). Затем он посвящает ей специальное сочинение «Влесова книга…» (1966). В 1963 году Лесной опубликовал тезисы своего предполагаемого сообщения о «Велесовой книге» на V Международном съезде славистов, но на съезде он не присутствовал. После смерти Лесного в 1967 году «Велесова книга» в эмигрантской среде была на некоторое время забыта. Вновь интерес к ней возник в середине 1970-х годов, когда были изданы несколько выпусков серии «Влес-книга». Б. А. Ребиндер (инженер из французского города Руайя, родился в России; прислал в Отдел древнерусской литературы Института русской литературы Академии наук СССР материалы по «Велесовой книге») сообщал, что ко времени его знакомства с энтузиастом изучения «Велесовой книги» Н. Ф. Скрипником «имелось два перевода на русский. Один сделал Лазаревич, а другой Соколов в Австралии. Перевод на украинский сделал Кирпич. Имелся также перевод на английский, сделанный Качуром, а также на украинский, бытующий в Канаде». Перевод «Велесовой книги» на русский язык, выполненный Ребиндером, опиравшимся на все предшествующие издания и переводы, по заключению филолога О. В. Творогова, свидетельствует о том, что серьёзного научного анализа текста и содержания «Велесовой книги» к тому моменту не проводилось.
В 1974—1984 годах в Мюнхене была выполнена посмертная публикация сочинений Миролюбова (умершего в 1970 году), которая внесла существенные коррективы в сведения Лесного и Ребиндера, но эти сочинения предположительно не были известны последним. В представленных текстах Миролюбов утверждает, что «славяно-русы… являются древнейшими людьми на Земле», «прародина их находится между Сумером, Ираном и Северной Индией». В этих сочинениях Миролюбова имеется большое число содержательных и текстуальных совпадений с «Велесовой книгой», но «дощечки Изенбека» Миролюбов не упоминал до 1953 года, хотя позднее утверждал, что работал с ними в течение 15 лет. «Дощечки Изенбека» в сочинениях Миролюбова впервые упоминаются только в сочинении «Русский языческий фольклор. Очерки быта и нравов», законченном предположительно до конца 1953 года. История знакомства с «дощечками» здесь представлена иначе: нет упоминания о занявшем 15 лет тщательном копировании Миролюбовым большого и трудного текста, приведено лишь воспоминание, что ему «выпало большое счастье видеть „дощки“» и обещание дать подробный разбор тех дощечек, «которые… удалось прочесть».
В СССР первая публикация о «Велесовой книге» относится к 1960 году и принадлежит Л. П. Жуковской, но полностью текст «Велесовой книги» был опубликован в России лишь в 1990 году О. В. Твороговым.
В 1984 году полный текст «Велесовой книги» был получен академиком Д. С. Лихачёвым, подтвердившим, что сочинение является подделкой.

## Экспертиза фотографии

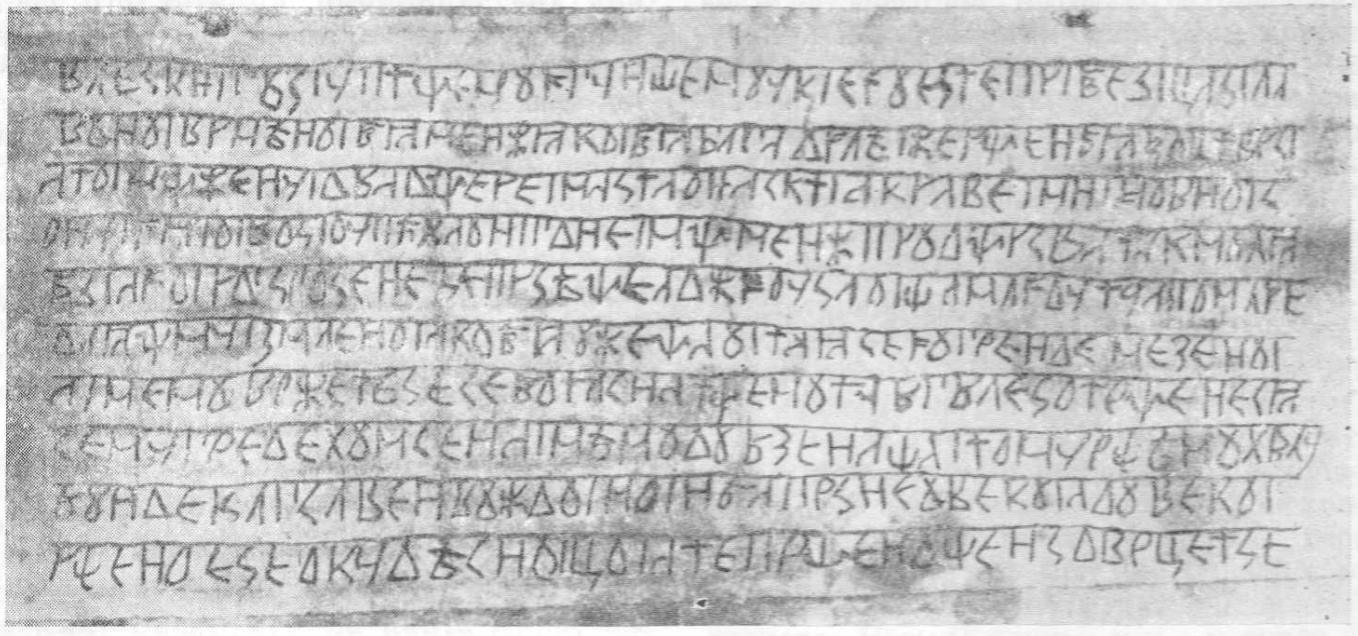
Изображение, заявленное как «фотография дощечки Изенбека № 16»; воспроизведено в статье Л. П. Жуковской (1960)

В 1960 году Лесной прислал в Советский славянский комитет фотографию с одной из «дощечек» «Велесовой книги». Академик В. В. Виноградов поручил палеографу и языковеду Л. П. Жуковской провести экспертизу этой фотографии. На ней читалось всего десять строк. Жуковская установила, что фотография сделана не с дощечки, а с прориси, а также указала, что если по палеографическим данным (хотя они и вызывают сомнение) нельзя прямо судить о подделке, то данные языка свидетельствуют, что «рассмотренный материал не является подлинным».
В ответ на это Лесной писал, что соображения эксперта не имеют основания, поскольку «он этого языка не знает». Творогов отмечает, что вывод Жуковской основан не на странности или исключительности форм языка, а на сочетании в тексте разновременных языковых фактов, которые не могли сосуществовать в каком-либо реальном славянском языке.
Это единственная «дощечка», которая якобы была сфотографирована. Эта фотография содержит значительно меньше текста, чем остальные «дощечки», с которых якобы был опубликован текст.

## Письменность
По описанию Миролюбова, текст был якобы написан на тонких деревянных дощечках размером 38 на 22 см и толщиной в 0,5 см. «Велесова книга» написана особым алфавитом, представляющим собой вариант кириллицы с некоторыми не свойственными ни кириллице, ни греческому алфавиту начертаниями отдельных букв. Этот алфавит, известный только по «фотографии» одной дощечки и описаниям Миролюбова, сторонники подлинности текста называют «в(е)лесовицей» (название дано Лесным). Для каждой строки была проведена горизонтальная линия (как в индийском письме деванагари), под которой шли «прикреплённые» буквы.
Само существование славянского дохристианского письма обсуждалось в науке, но убедительных подтверждений существования полноценной письменности обнаружено не было (см. Дохристианская письменность у славян).

### Анализ
Филолог А. А. Алексеев отмечает, что сочетание большой ширины и маленькой толщины «дощечек» невероятно: в отсутствие пил такие дощечки были бы сложны для изготовления, а при разлиновке и письме легко раскололись бы, особенно при письме на обеих сторонах. Хранение и перемещение подобных предметов также осуществить было бы сложно. Придумывая свою книгу из досок, соединённых шнуром, Миролюбов, предположительно, ориентировался на древние индийские рукописи на пальмовых листьях, соединявшихся подобным образом. Реальные деревянные таблички с записями, аналогичные по соотношению ширины и толщины (и, соответственно, хрупкости) «дощечкам Изенбека», описанным Миролюбовым, неизвестны.
Согласно Алексееву, алфавит «велесовица» вторичен по отношению к кириллице, поскольку от кириллицы зависит в начертании букв и в принципах орфографии. Так, гласный звук [у] записан с помощью двух букв «оу», что восходит к греческой графике. В подлинном алфавите ожидалось бы больше сходства с германским руническим письмом. Характеру письма — якобы царапанию по дереву — противоречит наличие округлой линии в букве «о». Буква «ч» близка к греческой «пси» с двумя округлыми элементами. В письме деванагари, в отличие от «велесовицы», сплошная черта появилась как соединение верхних горизонтальных элементов отдельных согласных букв, тогда как буквы «велесовицы», за немногим исключением, не имеют верхнего горизонтального элемента, поэтому сплошная горизонтальная черта в этом алфавите возникнуть не могла. Глубокая горизонтальная черта небезопасна для целости древесного материала. По мнению Алексеева, этот элемент письма указывает на тенденцию Миролюбова связать «Велесову книгу» с индоарийскими истоками. Ряд букв «велесовицы» выглядит так, как они сложились к XV веку.
О. В. Творогов отмечает, что сочинение Миролюбова «Ригведа и язычество», завершенное в октябре 1952 года, содержит объяснение письменности «Велесовой книги»: «Однажды старый дед на хуторе к северу от Екатеринослава нас уверял: „В старовину люди грамоте знали! Другой грамоте, чем теперь, а писали её крючками, вели черту богови, а под неё крючки лепили и читать по ней знали!“». Далее Миролюбов писал, что древнейшая славянская грамота была сходна с санскритским письмом. «Велесову книгу» Миролюбов в этом сочинении не упоминает, хотя, если история «дощечек Изенбека» верна, он в это время должен был знать о таком источнике.

## Язык
Лингвистический анализ был проведён Л. П. Жуковской по тексту «фотографии» дощечки № 16, а затем наиболее развёрнуто проведён О. В. Твороговым и А. А. Алексеевым по материалу всего памятника; о языке «Велесовой книги» также отдельно высказывался лингвист А. А. Зализняк. Их выводы вкратце таковы: «Велесова книга» пользуется несомненно славянской лексикой и территориально приурочена в основном к восточнославянской территории; однако её фонетика, морфология и синтаксис (хаотичные и лишённые правил) решительно не соотносятся с тем, что известно сравнительно-историческому языкознанию о древнейшем состоянии славянских (и восточнославянских в частности) языков и наречий в такую эпоху, как IX век, незадолго до первых письменных славянских памятников. Более того, степень грамматической бессистемности и произвольности в тексте такова, что аналогов этому нет ни в одном известном языке мира. Из этого делается вывод, что язык «Велесовой книги» не может быть каким-либо естественным языком какой бы то ни было эпохи вообще — это результат искусственной деятельности фальсификатора, не имевшего представления об истории славянских языков.

### Фонетика и орфография
«Велесова книга» выдаётся за текст, написанный в IX веке, незадолго до того, как у славян появились глаголица и кириллица. В то время в позднепраславянском имелись носовые гласные, в глаголице и кириллице обозначенные впоследствии как юс большой и юс малый, особые гласные звуки, обозначавшиеся затем буквами Ъ, Ь (редуцированные) и Ѣ; после мягких согласных могли следовать только определённые гласные звуки, а после твёрдых, наоборот, другие. Были и иные особенности фонетики и морфологии, позднее исчезнувшие или изменившиеся по разным языкам. Однако в «Велесовой книге» сотни примеров очень поздних форм. Во многих словах отражено падение редуцированных, в IX веке ещё не произошедшее, или фонетические изменения, ставшие возможными только после этого процесса. Отвердение шипящих и Ц, отразившееся в «Велесовой книге», — процесс ещё более поздний в славянских языках. Формы вроде пшебенде «пребудет» ориентированы на современный польский язык, но произношение prz- с шипящим начинается не раньше XIV века и ранее не отмечено и в других славянских языках. В тексте представлены имена индоиранских божеств в их современной форме (в славянских языках Индра, например, выглядел бы как Ядръ, Сурья — как Сыль и тому подобное). Используются современные, отсутствовавшие в древности, синтаксические явления, лексика, нарушаются древние грамматические правила.
В «Велесовой книге» отражено смешение ряда букв (Ь, Е, Ѣ), внешне напоминающее орфографию берестяных и пергаменных грамот, однако, в отличие от них, диапазон смешений гораздо шире и не имеет аналогов ни в каких рукописях (например, Е заменяет практически любую гласную). Часто отдельные буквы произвольно выбрасываются из реальных слов или вставляются в них.
По мнению историка Л. С. Клейна, так писать может только современный человек, не владеющий историей языка и не знающий досконально даже правил дореволюционной орфографии.

### Этимология
Теоретически можно было бы предположить, что в неизвестном языке (диалекте) «Велесовой книги» ряд фонетических и грамматических изменений произошёл намного быстрее, чем в известных нам древних славянских языках. Однако тогда пришлось бы допустить, что эти изменения вдобавок произошли в одном языке несколькими разными взаимоисключающими способами. Орфография «дощечек» показывает, что их автор не умел обозначать носовые гласные: он в ряде слов их воспроизводил подобно тому, как это гораздо позже делалось в польском языке. В то же время на «дощечках» есть места, показывающие изменения, которые позднее произойдут в сербохорватском, хотя эти процессы взаимоисключают друг друга. Так, слово «князь» написано не менее чем 10 различными способами, отражающими развитие по образцу разных славянских языков (польского, сербского и др.), а также не представленными в реальных языках вообще. Сочетание -*re- записано то по русскому образцу (ре), то по польскому (же), то по чешскому (рже). Принципиально важно, что ряд форм, ориентированных на воспроизведение характерных особенностей того или иного современного славянского языка, построен ошибочно, в результате чего появляются формы, никогда не существовавшие ни в этом, ни в каком-либо другом языке. Так, в ряде случаев, наоборот, носовые выступают там, где этимологически их не было вообще (например, ренбы — «рыбы», до стенпы — «до степи», о венце — «о веке», згенбель — «гибель»); это так называемые «ложные полонизмы». Формы «Велесовой книги» вроде щас — «час», щистый — «чистый» образованы по аналогии с парами свеча~свеща, горячий~горящий, ночь~нощь, отражающими различие между древнерусским и старославянским рефлексами; но в действительности в начале слова такого соответствия не было, и во всех славянских языках здесь было представлено (как и сейчас) такое же ч-, как и в русском, — это «ложные церковнославянизмы».

### Грамматика
В древних индоевропейских (в том числе и славянских) языках глагольная морфология чрезвычайно развита и располагает большим количеством различимых категорий со строгим и однозначным порядком морфем в словоформе, в синтаксисе представлены чёткие правила согласования. В то же время глагольные словоформы Велесовой книги представляют собой, как правило, сочетание корня (обычно искажённого) и произвольно подобранных морфем разных категорий в фантастическом порядке (в частности, широко представлена этимологически невозможная форма на -щехом, сочетающая суффикс причастия и окончание аориста). С контекстом и друг с другом грамматические значения этих показателей не согласуются (возможно сочетание окончаний 2-го и 3-го лица, показателей прошедшего времени в контексте настоящего). Кроме того, имеется ряд аналогичных нелепостей (также не образующих какой-либо системы) в склонении существительных (после одного и того же предлога в одинаковом контексте могут встретиться формы с любыми окончаниями; окончание -е выступает в позиции практически всех падежей и чисел), в согласовании именных частей речи (например, при слове женского рода употреблено числительное в мужском роде), в образовании причастий и тому подобное. В реальных языках мира наличие большого количества разнообразных окончаний при полной невозможности приписать им какие-либо систематические значения и правила сочетаемости непредставимо. Представлены также слова вовсе без окончаний (например, о руськ меча), широко используется несклоняемое слово сва «свой», по-видимому, взятое из словарной формы санскрита sva- (где это слово в реальности склоняется), а также, наоборот, отдельно стоящие в тексте окончания без корней (ста, хом). Подобная ситуация с грамматикой является причиной того, что адекватный перевод текста «Велесовой книги», как отмечали Творогов, Алексеев и Зализняк, практически невозможен. Переводчики, опираясь на корни слов, домысливают общее построение фраз по контексту.

### Словообразование
Словообразование текста также противоречит известным историко-этимологическим данным: например, такие сложные слова, как само слово Влескниго и наименование Греции Грецколань не могли быть образованы в древних славянских языках (Грецколань создано автором по образцу слова Русколань, в свою очередь образованного от имени античных роксоланов, название которых имеет прозрачную иранскую этимологию).
Текст содержит большое число имён и терминов, которые лишь видимо связаны с древнерусским языком. Название славян объяснено от «слава»: «богам славу поют и потому — суть славяне». Но в древнерусском не было самоназвания «славяне», было «словене» — от «слово».

### Возможность искажения при переписке
Следует также исключить возможность появления данного текста в результате деятельности переписчика последующих веков. В реальных поздних списках с древних оригиналов грамматических неправильностей и фантастических форм нет, а просто сосуществуют формы двух эпох. Наличие в тексте одновременно поздних полонизмов, украинизмов, сербизмов, богемизмов мыслимо только в случае нескольких переписчиков с разными родными языками, а грубые ошибки при образовании форм по образцу каждого из этих языков исключают даже и эту предельно маловероятную ситуацию.

### Резюме
Ситуация с языком «Велесовой книги» приводит лингвистов к выводу, что она не может быть текстом на естественном языке, даже искажённом переписчиками. Создатель «Велесовой книги», по-видимому не обладая какой-либо квалификацией в филологии, целенаправленно ставил задачу искусственного видоизменения современных русских или украинских слов с целью создания эффекта труднопонятной древности. Он стремился к тому, чтобы каждое слово писалось несколькими разными способами и не совпадало с современной русской формой, произвольно добавляя и удаляя окончания, выбрасывая и заменяя гласные, а также производя фонетические замены по образцу польских, чешских, сербских и тому подобных, в значительной части случаев с ошибками.
По мнению О. В. Творогова и И. Н. Данилевского, бессистемность и произвольность языка «Велесовой книги» делают невозможным перевод этого произведения. По словам Творогова, «точный перевод этого искусственного и умышленно деформированного текста вообще невозможен».

## Содержание

### Изложение истории
«Велесова книга» излагает «историю» славян (именуемых, в частности, русичами и отождествляемых с последними) от их предков-«ариев» («арийцев») («отца Ория, Орея» и других праотцов) до варяга Эрека (некоторыми комментаторами отождествляемого с Рюриком).
Различные публикации и переводы «Велесовой книги» заметно отличаются друг от друга. Сжатая история славян-русов из данного сочинения приводится по переводам автора псевдоисторических идей об истории украинского народа Б. И. Яценко и писателя Г. Ф. Карпунина (сторонников подлинности текста), без акцентирования смысловых и хронологических противоречий в текстах разных дощечек. В скобках даны номера дощечек.
Родоначальником славян выступает «отец Орий, Орей» у которого было три сына: Кий, Щек и Хорив, которые стали родоначальниками славянских народов, соответственно: народа Киевской Руси (восточных славян), чехов (западных славян), хорватов (южных славян). Во времена Ория на его народ напал «из тьмы» народ «дасуво» (4г). Этот же враждебный народ назван «хуние» (4г). Одновременно происходили землетрясения и начался мор (4г); спасаясь от всех этих бедствий, народ Ория покинул свои земли «в краю Иньском» (Индийском) (38а) и двинулся на запад, прошёл «землю фарсийскую» (38а), затем шёл «горами великими» и вышел «в степи цветущие»; затем прошёл реку Каялу и пришёл на Днепр (38а). Кий основал Киев, русскую столицу.
В альтернативном варианте история русичей начинается с IX века до н. э. от праотца Богумира, который проживал «на семи реках в краю зелёном у горы Ирьской» и имел двух сыновей (старший Сева и младший Рус) и трёх дочерей, от которых произошли племена Киевской Руси: северяне, русы, древляне, кривичи, поляне (9а-б). От «семи рек» славяне двинулись в «Загорье», то есть Иранское нагорье, потом «разбили конями своими» Двуречье, затем перешли в Сирию, где прожили некоторое время. И оттуда через Кавказ пришли в степи к Дону, Днепру и дошли до Карпатских гор (15а, 9а). Но описан и другой вариант переселения: из Средней Азии к Волге, к Дону, и окончательно осели у Днепра (9б).
Позже, «за тысячу пятьсот лет до Дира» (6в), русы с территории Руськолани предприняли военные походы на Ассирию и Египет, но там войско русов попало в зависимость от их союзника — вавилонского царя Набусара, и русы были вынуждены служить в его войске, где их называли «езеце». После большого землетрясения эти «езеце» ушли от Набусара и вернулись на земли русов (6г).
В VII веке до н. э. страна славян-русов находилась в Карпатах, где русы жили пять веков, после чего пришли на Припять и Днепр, где мирно обитали следующие пять веков (5а-б).
Римский Троян (император Траян) напал на дулебов у устья Дуная, но русы помогли дулебам разбить римлян (29).
Примерно в III веке русы подверглись нападению костобоков (одно из кочевых племён Северного Причерноморья). Затем пришли хазарские купцы, которые постепенно утвердили свою власть в части Руськолани. Но многие русы ушли из Руськолани в степи к боярину Скотеню, который не подчинялся хазарам. Скотень был в союзе с кочевым народом «иронь». На Руськолани же славянское государство возглавлял князь Свентояр (или «Святояр»), который был зависим от хазар. В это время в Киев пришли «варяги с купцами», которые выбили оттуда хазар. Потом варяги двинулись на восток в сторону Руськолани и заняли город Воронженец (другое чтение «Воряжец»). Хазары стали просить Скотеня о помощи, но Скотень отказал (4в).
В это время (IV век) началось нашествие готов во главе с Германарихом, которые захватили Воряжец. Но Свентояр под Воряжцем разгромил стотысячное (только конное, «никогда пешее») войско готов, а Воряжец был полностью сожжён и покинут населением. Потом готы всё же разгромили Руськолань и напали на народ Скотеня, но Скотень с иронцами разбил готов; а когда напали хазары, то разбил также хазар. Скотень отбросил хазар к Волге и Дону. Русичи укрепились на землях у Киева и на Волге, а хазары укрепились на реке Донец (3б-4а). С готами же войны продолжались несколько поколений, и в конце концов готов победил Вендислав, а позже — готов и гуннов победил Болорев. Болорев окончательно изгнал готов из Руськолани.
«Велесова книга» отождествляет русичей с антами и русколанами (24а-б). Городами славян-русов названы Киев, Голунь-Руськолань, Воронженец, Сурож в Крыму, который позднее захватили греки (4б).
Через двести лет после готского Алдориха в Киеве правил «греколанец» Дирос, который речами усмирил народ (29). А предводителем варяжской дружины, которую греки наняли для охраны купцов, был варяг Аскольд, который стал врагом Дироса и захватил власть в Киеве (29). Вместе с Аскольдом прибыл варяг Эрек (29). И этого Аскольда «Велесова книга» называет врагом и призывает его свергнуть (6е, 29).

#### Анализ
По оценке О. В. Творогова, «Велесова книга» представляет собой примитивное сочинение. Творогов писал, что «Велесова книга», с одной стороны, коренным образом расходится с научными представлениями об истории Античности и раннего Средневековья, а с другой — содержит большое число неразрешимых внутренних противоречий. Хронология «Велесовой книги» противоречит как данным современной науки, так и принципам средневекового летоисчисления, и простой арифметике. Автор текста оперирует, как правило, большими временными масштабами в 500, 1000, 1300 и 1500 лет (дощечки 4б, 5а, 7б, 7в, 7г, 8, 9а, 17а). Во всех хронологических системах Античности и Средневековья счёт времени вёлся от древнего события к последующим: от основания Рима, от первой олимпиады, от сотворения мира и др. В «Велесовой книге» время в основном отсчитывается от последующего события к предыдущему: «за 1500 лет до Дира», «за 1300 лет до Германариха» и др. «Велесова книга» охватывает историю славян за 1800 лет, но преимущественно рассказывает лишь о двух периодах — IX—VIII веках до н. э. («арийская» эпоха) и о времени начиная с III века н. э. — со времени прихода в Причерноморье готов. Но при попытках состыковки этих двух периодов в хронологии текста снова возникают многочисленные противоречия. Повествуя о битвах русичей с готами, гуннами, римлянами, греками, автор избегает любой конкретики: не названо имен ни одного римского и византийского императора, или полководца, или вождя гуннов, из готских вождей упоминаются только Германарих (дощечки 5б, 6д, 9а, 14, 23, 27) и Галарех, которого комментаторы отождествляли с вестготским королем Аларихом I. По мнению Творогова, подробности войн с Римом и Византией отсутствуют по причине того, что история этих стран очень хорошо известна и любая конкретизация грозила быстрым разоблачением фальсификата. Автор не пытается представить более конкретную картину событий, охарактеризовать исторически деятелей, воспроизвести эпизоды какой-либо битвы и др. Среди подлинных хроник и летописей нет ничего подобного по низкому качеству мысли, логики повествования, бедности при обращении к конкретным фактам.
А. А. Алексеев отмечает примитивность нравственной и социальной мысли сочинения. Он считает, что против подлинности «Велесовой книги», помимо языка и истории текста, свидетельствуют её жанрово-литературные особенности, хронология и само содержание. В жанровом отношении текст противоречит подлинным произведениям. Историческое повествование ведётся от первого лица множественного числа, что лишает текст эпического начала. Алексеев сравнивает исторический раздел «Велесовой книги» с книгой Мормона (1820—1830), где в ряде мест повествование также ведётся от первого лица множественного числа. Алексеев отмечает, что не только язык, но и жанрово-литературная природа любого текста даёт очень много для его понимания. В отношении хронологии произведения Алексеев высказывает мнение, что его автор мыслит временными категориями современного общества, отсутствующими в произведениях древности. Хронологические расчеты не привязаны к сотворению мира или к другим мифологическим событиям, нет счёта лет по царствующим династиям. Содержание «Велесовой книги», согласно Алексееву, не даёт никаких новых исторических фактов или подробностей. Если в основе произведения лежит устное историческое предание, ему не хватает традиционных сюжетных построений и литературных приёмов изложения, какими богаты, например, былины. Если основу текста составляют исторические архивы неких жрецов, ему не достаёт точности и фактов.
Историк В. П. Козлов писал, что в «Велесовой книге» ничтожно мало упоминаний имён и конкретных фактов, преобладают общие рассуждения несвязного характера. Упоминается некий Богумир и его дети, которые стали прародителями древнерусских племён, известных из летописей. Но другие фрагменты «Велесовой книги» вносят неясность в эту генеалогию, иногда прямо противоречат ей. Далее произведение рассказывает о постоянных, продолжавшихся едва ли не столетия битвах славян-русичей с гуннами, римлянами, греками, готами. Никаких конкретных сведений об этом текст не даёт, упоминается только готский вождь Германарих и некий Галарех. Не поддаётся однозначному пониманию также запутанная хронология «Велесовой книги». Неопределённой является география этого сочинения. Кроме ряда понятных топонимов (Днепр, Карпатские горы, Корсунь, Сурож и др.) присутствуют такие названия, как «тропа Трояна», «земля Трояна», известные из «Слова о полку Игореве», но местонахождение которых вызывает споры.
По мнению А. А. Зализняка, содержание «Велесовой книги» примитивно и существенно отличается от настоящего древнего мифа, эпоса или летописи. Подлинные индийские, иранские, славянские, германские или греческие древние тексты представляют собой гимны, изречения, рассказы о событиях с множеством имён богов, людей и мест, подробностей, образных сравнений, часто с поэтическим ритмом и созвучиями. В то же время «Велесова книга» даёт бедное именами и деталями повествование от лица неких «мы», легко меряющих свою историю столетиями и тысячелетиями в разные стороны и говорящих примитивной речью: «они стали злы и начали нас притеснять», «каждый делал нам что-то хорошее», «потому и сказано прежде, чтобы мы поступали хорошо». Связного летописания текст не содержит: автор постоянно возвращается к одним и тем же сюжетам, сообщая противоречащие друг другу версии событий и датировок этих событий.
Историк И. Н. Данилевский также писал, что исторические сюжеты «Велесовой книги» бедны конкретными описаниями, датами, локациями и другими деталями.
Историк В. А. Шнирельман писал, что, в отличие от оригинальных эпических сказаний, «Велесова книга» бедна типичными для них деталями и не содержит никакой новой информации. Текст лишь отражает слабые представления автора о реалиях родоплеменного общества и особенностях мышления людей прошлого, о происходящих тогда исторических событиях и местопребывании различных народов древности. Однако автор включил исторические реалии и термины, вошедшие в обиход значительно позднее IX—X веков: ассоциация руси со славянами, использование терминов «царь» вместо «цесарь», «степь» вместо «поле» и др.
По мнению историка Л. С. Клейна, содержание «Велесовой книги» несуразно. В частности, учёный отмечает, что хроники любого народа, включая русские летописи, обычно не только сообщают о славных делах, но и описывают тёмные страницы истории — братоубийства, предательства и алчность князей, зверства толпы, пьянство, блуд. Однако в «Велесовой книге» славяне лишены этих слабостей и всегда идеальны. В тексте названы несколько готских имён, которые известны из «Слова о полку Игореве» и сочинений готского историка Иордана, но автор избегает называть имена греческих и римских царей и полководцев, предположительно в стремлении избежать ошибок, поскольку античная история слишком хорошо известна.

### Религия и мифология
«Велесова книга» упоминает обширный пантеон богов. Сквозной темой является образ славян как «внуков Дажь-Божьих». Заключительные гимны «примиряют» язычество и монотеизм: «бог и един и множествен».
Неоднократно как славянские упоминаются индоиранские (ведические, «арийские») божества, неизвестные из славянской традиции (причём их имена даны в новом фонетическом облике, исключающем родство или древнее заимствование, см. выше).
Вводится учение о Яви, Прави и Нави — концепция трехчастного строения мира, состоявшего из Яви (видимого мира), Нави (потустороннего мира) и Прави (мира законов).
Согласно «Велесовой книге», славянская языческая религия была человеколюбивой, боги славян не требовали как человеческих жертвоприношений, так и жертвоприношений животных («боги русов не берут жертв людских и ни животными»), однако в других местах текста, напротив, неоднократно сообщается о принесении в жертву животных.
«Велесова книга» противопоставляет описания языческих верований и обрядов славян, приносящих жертвы от земных плодов и поклоняющихся «выразем» (образам) богов, язычеству варягов, совершающих человеческие жертвоприношения, и религии греков, поклоняющихся каменным антропоморфным идолам.

#### Анализ
Мифология «Велесовой книги» имеет несколько черт, которые не встречаются в мифологии Древней Руси, славян и каких-либо народов вообще:
- птица-молния «Матерь Слава» (также именуемая «Матерь Сва») — упоминается в «Велесовой книге» 63 раза (чаще, чем любое другое божество);
- триада «Явь, Правь и Навь»;
- Велес в «Велесовой книге» обладает значительно более широкими функциями (учитель земледелия, ремёсел, заповедей морали), чем «бог скота Велес» в Киевской Руси.

По мнению А. А. Алексеева, для «священного писания» «Велесовой книге» не хватает пророческого элемента. В подобиях гимнов и молитв, которые содержит «Велесова книга», слабо выражены поэтические формы: нет звуковых повторов (аллитераций), грамматической рифмы, ритмические построения расплывчаты, метафорический язык беден. В целом произведение не содержит органической религиозной концепции. В. А. Шнирельман указывает, что структура исторического повествования «Велесовой книги», основанного на идее линейного времени, идёт вразрез с дохристианским языческим мировоззрением. В то же время «Велесова книга» является ярким антихристианским текстом, якобы отстаивавшим некие «языческие ценности» от наступавшего со стороны греков христианства.
Идея «Велесовой книги» об отсутствии у славян человеческих жертвоприношений противоречит данным археологических и письменных источников.
Историк Л. С. Клейн отмечает, что имён индуистских божеств не могло быть в славянской традиции.

## Происхождение
Учёные различных специализаций и отраслей науки (Л. П. Жуковская, Б. А. Рыбаков, О. В. Творогов, А. А. Алексеев, И. Н. Данилевский, В. И. Буганов, В. П. Козлов, А. А. Зализняк, Ф. П. Филин, В. В. Виноградов, Н. Ф. Котляр, С. С. Аверинцев, А. Л. Монгайт, А. Г. Кузьмин и др.) считают «Велесову книгу» поддельной, созданной в новейшее время.
В. И. Буганов, Л. П. Жуковская и Б. А. Рыбаков писали, что среди русских князей не было Задонских или Донских.
Известные варианты первоначального текста «Велесовой книги» содержат большое число расхождений, по мнению Творогова свидетельствующих, что в этих копиях «фикцией являются [заявленные Миролюбовым] и разбивка на строки, и указания на дефекты дощечек, и само членение текста на „дощечки“, и отдельные чтения». Первые машинописные копии текста «Велесовой книги», сделанные Миролюбовым, при сравнении с первой публикацией, обнаруживают десятки заметных различий: например, вместо «земля» написано «держава», на месте пропусков и якобы «сколотого» текста вставлены большие предложения, «дощечки» по-разному делятся на строки. Эти различия свидетельствуют не о продвижении в разборе древнего текста, а о редактировании собственного сочинения.
Лингвист Л. П. Жуковская в первом анализе присланного в Академию наук СССР фрагмента «Велесовой книги» связывала её с именем собирателя и фальсификатора славянских древностей А. И. Сулакадзева. Миролюбов в своём ответе Академии наук СССР заявил, что им «уже произведено сравнение текста „Дощек Изенбека“ с текстами Сулукадзева (sic!)», которое показало, что «язык и стиль Сукуладзева (sic!) не имеют ничего общего с языком и стилем „Дощек“».
Археолог А. Л. Монгайт в своей обзорной работе по истории археологических мистификаций предложил версию, что вероятным автором подделки является Сулакадзев (на основании изучения его рукописи «Книгорек», где содержится упоминание о 45 «буковых досках» с письменами в его собрании), а Миролюбов лишь продолжил его начинание, либо сам не понимая сущности подделки и потому принимая дощечки за подлинный исторический артефакт, либо намеренно создавая мистификацию. Самого же Миролюбова Монгайт относит к историкам-альтернативщикам (или фолк-историкам в современном понимании), который действительно мог честно заблуждаться. С другой стороны, Миролюбов стал упоминать самого Изенбека и якобы сбережённые им дощечки только через 35 лет после их «находки», что, по мнению Монгайта, может указывать и на преднамеренную фальсификацию со стороны Миролюбова, поскольку при живом Изенбеке ввести в научный оборот «дощечки» со ссылкой на него, как на обнаружившего данный артефакт, было проблематично. Другим важным признаком, указывающим на возможную роль Миролюбова, является «исчезновение» якобы существовавшего подлинника, вместо которого предлагались фотографии, поскольку лабораторная экспертиза исходника с высокой точностью позволила бы определить его поддельность. Кроме того, Монгайт акцентирует внимание на эмигрантской литературе и публицистике как на благоприятной среде по продуцированию разного рода антинаучных и псевдонаучных фальшивок, разоблачением которых занимался он сам и советская историография в целом. Не только советские, но также историки и филологи из числа эмигрантов первой волны, являвшиеся признанными авторитетами в западной научной среде, которых на Западе было немало (Вернадский, Пушкарёв, Соловьёв, Унбегаун, Фасмер, Зеньковский и др.), держались в стороне от данной «сенсации» и всего дискурса вокруг неё, всячески дистанцировались как от Миролюбова (который называл их «авторитетами» в кавычках), так и от других непрофессиональных историков и филологов, в то время как вводом в научный оборот ранее неизвестных артефактов и их популяризацией занимались не историки по исходной специальности, хотя несомненен и факт, что последние пытались сфабриковать некое подобие научного консенсуса по данному вопросу, предварительно заручившись поддержкой признанных за рубежом учёных российского происхождения. Но эти усилия в итоге ни к чему не привели, и подкрепить «Велесову книгу» ссылкой на научные авторитеты не удалось.
Филолог О. В. Творогов предположил, что «Велесова книга» был написана самим Миролюбовым в 1950-х годах в целях подтверждения его псевдоисторических идей. В сочинениях Миролюбова, написанных им ранее 1950-х годов, где он приводит многие свои предположения о славянских древностях, имеется большое количество содержательных и текстуальных совпадений с «Велесовой книгой», но на «Велесову книгу» как источник там ссылок нет и вообще прямо говорится об отсутствии надёжных источников, хотя книга к тому времени, если верить более позднему рассказу о «дощечках Изенбека», уже имелась в его распоряжении.
С «Велесовой книгой» в сочинениях Миролюбова совпадают рассказ о праотце Оре и утверждение, что русичи всегда считали себя «Даждь-божьими внуками», сведения о битвах с готами и костобоками и мн. др. Особенно сближают идеи Миролюбова с «Велесовой книгой» сведения о язычестве: совпадают имена и понятия, которые известны лишь из «Велесовой книги» и сочинений Миролюбова. Сочинение «Ригведа и язычество», завершённое Миролюбовым в октябре 1952 года, заканчивается фразой: «Большего о славянах мы не знаем и считаем пока нашу тему законченной. Может быть, новые данные и заставят нас к ней вернуться, но пока мы этот труд заканчиваем, так как лишены источников, могущих нам служить в этом вопросе». Также Миролюбов писал: «Мы утверждаем, что такая грамота [докириллическая] была и что она, может быть, будет даже однажды найдена! И значит, заранее говорим, что крики критиков окажутся совершенно лишними». Творогов отмечает, что, если история «дощечек Изенбека» верна, Миролюбов в это время должен был знать о таком источнике, тем более что некоторые фрагменты этого сочинения Миролюбова текстуально совпадают с «Велесовой книгой». Собственные идеи по истории «русов» и их религии Миролюбов в своих сочинениях подкреплял ссылками на другие источники — якобы рассказы «старой Прабки Варвары, то есть от няни, воспитательницы отца», конюха Михайлы и Захарихи, старушки, обитавшей у них «на летней кухне» в 1913 году, «большая часть сказов» которой «представляет собой описание войн, нашествий и случаев из скотоводческого периода жизни славяно-русов», а также на наблюдениях за обычаями жителей трёх сёл — Юрьевки, Антоновки и Анновки.
«Дощечки Изенбека» в сочинениях Миролюбова впервые упоминаются только в работе «Русский языческий фольклор. Очерки быта и нравов», законченной предположительно до конца 1953 года. История знакомства с «дощечками» здесь представлена иначе, чем в первых опубликованных версиях: нет упоминания о занявшем пятнадцать лет тщательном копировании Миролюбовым большого и трудного текста, приведено лишь воспоминание, что ему «выпало большое счастье видеть „дощки“» и обещание дать подробный разбор тех дощечек, «которые… удалось прочесть». Из этого Творогов делает вывод, что история переписки и обработки текста была сочинена Миролюбовым позднее. Содержание «дощечек» здесь определено как «моления Перуну», и, судя по приведенным цитатам, в «дощечках», предположительно, были лишь тексты молитвенного или, во всяком случае, религиозного содержания. И после начала упоминания «дощечек Изенбека» Миролюбов предпочитал ссылаться на рассказы старушек Варвары и Захарихи и конюха Михайлы. Так, в сочинении «Материалы к праистории Русов», завершённом в 1967 году, он пересказывает легенду о Богумире и противопоставляет «Велесову книгу» и «сказы» Захарихи, и оказывается, что Захариха точнее воспроизводит «древний арийский миф», чем «Велесова книга». По мнению Творогова, отказ Миролюбова от идеи авторитетности «дощечек» был реакцией на возникшую после публикаций фрагментов текста критику.
Миролюбов неоднократно пишет о «Яви», «Прави» и «Нави», тут же подчеркивая, что, «несмотря на все усилия, автору этой статьи не удалось разыскать даже следов подобных верований в народе… Позже только в „Дощьках Изенбека“ удалось найти упоминание о „Яви, Прави, Нави“».
Творогов предложил реконструкцию реальной истории возникновения «Велесовой книги». В 1952 году, когда Миролюбов работал над сочинением «Ригведа и язычество», «Велесова книга» ещё не существовала, но идея желательности подобной «находки» у него уже была. С одной стороны, Миролюбов отмечал, что он «лишён источников», а с другой утверждал, что древнейшая славянская письменность «будет однажды найдена». В 1954 году работа по созданию «Велесовой книги» уже велась, и Миролюбов «проговаривается» об этом в своих сочинениях. Так, предполагая, что древнейшая письменность славян включала готские и «санскритские» («ведические») буквы, он писал: «Мы ничего точного об этом не знаем, но логика стоит за это», а сразу после цитируемой фразы упоминает «дощечки». «Велесова книга», предположительно, создавалась в течение нескольких лет, однако Миролюбов и Кур поспешили объявить об этом ещё до того, как полностью отработали свою версию. Этим объясняется большое число противоречий в сообщениях о «Велесовой книге»: то утверждается, что текст на «дощечках» выжжен или написан калёным железом, то говорится, он был «нацарапан шилом»; вначале Миролюбов упоминал о «выпавшем счастье видеть» и «прочесть» дощечки, на которых многое трудно понять и разобрать, а спустя два года в письме к Лесному утверждал уже, что в течение 15 лет переписывал текст «Велесовой книги» и изучал его. О содержании «Велесовой книги» вначале говорится неопределённо, подчёркивается её религиозный характер («моления Перуну»), а затем оказывается, что в переписанной Миролюбовым обширной книге содержится также история русов почти за две тысячи лет.
Творогов предполагает, что первоначально создатели «Велесовой книги» планировали для убедительности воспроизвести «фотографии» дощечек. Но публикации «прориси» с «дощечки» в 1954 году и «фотостата» в 1955 году, вероятно, вызвали критику. Тогда Миролюбов и Кур были вынуждены отступить от своих планов: Миролюбов заявил, что фотографии потерялись, а сообщения о создании трёх фотографий остались не подкреплёнными их публикацией. Текст создавался с трудом, поэтому, объявив о находке дощечек в 1953 году, Миролюбов и Кур приступили к их планомерной публикации только с марта 1957 года, до этого публиковались лишь фрагменты. В десятом выпуске своей «Истории руссов в неизвращенном виде» (1960) Лесной писал, что Миролюбов и Кур упорно не допускают к текстам учёных, публикация «Велесовой книги» странно прервалась и «все попытки выяснения подробностей пресекаются»; он безрезультатно требовал передать «Русскому музею» в Сан-Франциско текст «Велесовой книги» и фотокопии, довести до конца публикацию и т. д.
Также Творогов отмечает большое число сходств «Велесовой книги» с подделками Сулакадзева. Их сближает бессвязность языка в попытке придать древность, схожие псевдославянские имена, перекличка со «Словом о полку Игореве», изобретённый алфавит, сходный с рунами (именно «рунический» алфавит неоднократно упоминал Миролюбов), характер написания слов с пропуском гласных букв (во фрагментах сочинений Сулакадзева, опубликованных Гавриилом Державиным: плъ, блгъ, слвы, злтымъ, жрцу и т. д.). Написания букв в рукописи Сулакадзева (как можно судить по публикации Державина, который, вероятно, привёл клише с копии) очень близки к написаниям на фотографии «дощечки», опубликованной Миролюбовым. Наиболее велико сходство необычной по начертанию буквы, которая у Сулакадзева означала букву «в», а у Миролюбова — «б». В каталоге своей библиотеки, перечисляя «исполненные или пока только задуманные подделки», как писал о них А. Н. Пыпин, Сулакадзев назвал: «Патриарси. Сея вырезана на буковых досках числом 45», а также: «О Китоврасе; басни и кощуны», с примечанием: «На буковых досках вырезано и связаны кольцами железными, числом 143 доски, 5 века на славенском». Эти описания и осуществлённые Сулакадзевым подделки могли послужить основой для идей Миролюбова по созданию «Велесовой книги».
По мнению историка В. П. Козлова, основой методологии подлога «Велесовой книги» её автор, которым он считает Миролюбова, сделал принцип неповторимости, необычности языка, графики и содержания текста. Эта необычность избавляла автора от усилий по изучению закономерностей развития славянских языков и письменности. В то же время Миролюбовым и его последователями — Лесным, Валерием Скурлатовым и Н. Николаевым — необычность использовалась как аргумент в пользу подлинности этого текста. Аналогичный приём применял при создании своих фальсификатов Сулакадзев. Согласно Козлову, единственным, что связывает «Велесову книгу» с Сулакадзевым, является фальсифицированная запись в его «Книгореке» о «буковых досках», которая, предположительно, могла стать толчком для подделки Миролюбова.
По словам лингвиста А. А. Зализняка,

Поддельность этого сочинения не вызывает у профессиональных лингвистов никакого сомнения… подделка необычайно груба и примитивна. Сочинитель был крайне невежествен в том, что касается древних языков, не имел никакого понятия о том, как языки изменяются во времени. Он представлял себе язык древних славян просто как смесь современных языков — русского, церковнославянского, украинского, польского, чешского и т. д., и именно так строил свой текст. Кроме того, он произвольно искажал слова, заменяя в них буквы, добавляя лишние слоги, обрубая концы и т. п., — в наивной вере, что всё это создаст впечатление древности. К сожалению, как и в случае с другими сочинениями лингвистов-любителей, фальшь здесь хорошо видна только профессиональным лингвистам. Неподготовленный читатель и ныне может оказаться в плену примитивных выдумок о том, как древние русичи успешно сражались со врагами уже несколько тысячелетий тому назад.

Историк В. А. Шнирельман отмечает:

Обстоятельства всех таких «открытий» чаще всего связаны с «национальным возрождением». «Влесова книга» появилась в начале 1950-х годов в среде русских и украинских эмигрантов, уязвлённых неудовлетворительным, на их взгляд, статусом русских и украинцев в Советском Союзе. В самом же СССР она получила популярность лишь после 1970 года, — после того, как так называемая «русская партия» потеряла своё влияние в партийно-комсомольских органах и переместилась в сферу изящной словесности («толстые» журналы, художественная проза и поэзия).
Филолог А. А. Алексеев считает, что идеология «Велесовой книги» легко объясняется предвоенной обстановкой, в которой происходило духовное формирование Миролюбова: позднее евразийство, индоарийские теории прародины, популярные в Германии того времени, ряд славянских и индийских языческих персонажей без ясных функций, ставших известными европейской культуре в XIX веке и выполняющих псевдорелигиозное назначение в полурелигиозной внецерковной среде. Взгляд на Миролюбова как на автора «Велесовой книги», высказанный О. В. Твороговым, по мнению Алексеева, полностью согласуется со всеми особенностями произведения и достоверной историей его текста. Алексеев допускает и возможность авторства Сулакадзева.
По мнению историка И. В. Лёвочкина, существующие массивы источников (письменные, фольклорные, вещественные) и лингвистические данные «совершенно не согласуются со сведениями, имеющимися в „Велесовой книге“. Все это позволяет мне усомниться в подлинности „Велесовой книги“. Кроме того, мы вообще не располагаем ни одним деревянным предметом, датированным IX веком нашей эры. Такова уж природа дерева: это не очень долговечный материал».
Согласно историку и политологу Уолтеру Лакеру, появление «Велесовой книги» и других аналогичных фальсификаций характерно для идейной истории русских крайне правых, начиная с «Протоколов сионских мудрецов». Цель современного языческого мифа, который содержит «Велесова книга», связана с тематикой этнического происхождения русских, рассматриваемой как политическая проблема.
Основными аргументами поддельности «Велесовой книги» являются следующие:
- сомнительность находки, описываемая не нашедшим (а точнее — лицом, которому приписывается находка), а третьими лицами, путающимися в показаниях относительно обстоятельств находки[16][23];
- отсутствие каких бы то ни было комментариев (выражения признательности, требований возвращения и т. п.) относительно найденного от прежних законных владельцев («князей Задонских, не то Донских или Донцовых»), которые, согласно предложенной версии происхождения табличек, также должны были находиться в эмиграции, но при этом не проявили никакого интереса к информации об обнаружении их утраченного имущества;
- запоздалый ввод в научный оборот из третьих рук только через несколько десятилетий после якобы имевшего место обнаружения артефактов (при том, что техника и технология фотографии 1920-х годов позволяла сделать качественные фотокопии и ознакомить с их содержанием мировую научную общественность гораздо ранее, чем в 1950-е годы; техника факсимилирования древних текстов с каменных, металлических, деревянных и бумажных носителей существовала и успешно применялась задолго до якобы имевшего место обнаружения табличек);
- отсутствие доказательств реального существования досок, на которых написана «Велесова книга»;
- вторичность алфавита «Велесовой книги» по отношению к кириллице, неестественность сочетания такого типа письма с горизонтальной чертой по типу деванагари;
- отсутствие датирующих признаков, указывающих на IX век;
- лингвистические особенности текста, несовместимые с версией создания на естественном (а не искусственно искажённом в новое время) славянском языке[16][23];
- жанрово-литературные особенности, не соответствующие древней индоевропейской эпике, мифологии, летописям; недостоверность хронологической шкалы и другие признаки;
- параллели с любительскими сочинениями Миролюбова, созданными до публикации «Велесовой книги».

Алексеев писал:

Вопрос о подлинности «Велесовой книги» решается просто и однозначно: это примитивная подделка. В защиту её подлинности нет ни одного аргумента, против её подлинности приведено множество аргументов… Чтобы доказать подлинность ВК, нужно последовательно опровергнуть большую часть достижений историко-филологической науки за два последние столетия.

## В научных и учебных изданиях
Несмотря на то, что научным сообществом «Велесова книга» рассматривается в качестве подделки, она представлена как достоверный исторический источник в некоторых учебных пособиях. Примером является типовой учебник по истории государства и права России доктора юридических наук И. А. Исаева, который пишет:

В знаменитой «Велесовой книге», созданной новгородскими волхвами в IX в., описаны события, происходившие начиная с конца II в. до н. э. и до IX в.
«Велесова книга» используется под видом подлинного источника в диссертациях и научных статьях философов:
- В диссертации на соискание учёной степени кандидата философских наук, защищённой в Военном университете Министерства обороны, ссылается на издания «Велесовой книги» в «переводах» кандидата исторических наук и писателя Дмитрия Дудко[64] и неоязыческого автора Александра Асова[a].
- Доктор философских наук И. А. Бирич в статье, опубликованной в научном журнале Московского гуманитарного университета «Знание. Понимание. Умение», входящем в список ВАК, ссылается на «Русские Веды: Песни птицы Гамаюн» Асова, называя последнего фольклористом[b].

## В массовом сознании
«Велесова книга» используется в качестве источника для различных псевдоисторических идей, на ней основано большое число изданий-фальсификатов — произведений, в которых фальсификат рассматривается авторами этих произведений как достоверный источник. Широкомасштабное производство и активное распространение фальсификатов, их пропаганда и реклама в средствах массовой информации внедряют в общественное сознание наукообразно оформленную ложную информацию. Такие псевдоисторические идеи оказывают влияние также на образовательный и научно-исследовательский процесс через средние, средние специальные, высшие образовательные учреждения и научную среду путём выпуска учебной и методической литературы, которая включает «Велесову книгу» без научного комментария или рекомендует её к изучению в качестве исторического памятника. Наиболее подвержено экспансии этих фальсифицированных сведений среднее образование в связи с отсутствием единой школьной программы. В нём, в частности, встречается замена учебников и учебных пособий на издания-фальсификаты.
Одним из ранних авторов, считавших «Велесову книгу» подлинной, был священнослужитель и коллаборационист Стефан Ляшевский. В соответствии с ней он создал свой псевдоисторический образ «доисторической Руси». К нему апеллируют более поздние сторонники подлинности этого текста, включая Александра Асова, представляя его практически ведущим специалистом по Древней Руси. Отрывок из Житиий Мефодия и Константина, в монашестве Кирилла с упоминанием, что в Херсоне Константину удалось найти «Евангелие и Псалтирь рѹсьскыми письмены писана», дал возможность для гипотезы Ляшевского о существовании письменности до 861 года у русских. Ляшевский считал, что прямые предки русских — сарматы-роксоланы, жившие в Крыму, говорили на языке «Бравлинского Евангелия», Псалтири («Бравлинское Евангелие» ― название данное Евангелию, упоминаемому в отрывке) и «Влесовой летописи» («Велесовой книги»); Кирилл учился по перечисленным книгам, а затем дополнил рѹсскую 24-х буквенную азбуку ещё 16 буквами, таким образом создал церковно-славянскую азбуку.
«Велесова книга» упоминается в программной статье 1971 года «Витязи» советского поэта Игоря Кобзева, который увлекался русским язычеством и противопоставлял его христианству, якобы нанёсшему непоправимый вред исконной русской культуре. Статья была направлена против искажений русского языка и русской истории некими недоброжелателями, тогда как, по мнению Кобзева, «у русского народа, так же как и у русского языка, бесконечно глубокие корни, уходящие в туманнейшие дали тысячелетий». В 1977 году Кобзев требовал издания текстов «Велесовой книги» и в 1982 году опубликовал стихотворные «переводы» отдельных её отрывков. Также автор призывал бороться с сионизмом.
Начало полемики в СССР вокруг «Велесовой книги» положила статья Валерия Скурлатова (участник русского националистического движения в СССР, получившего известность как «русская партия») и Н. Николаева, опубликованная в 1976 году в популярной еженедельной газете «Неделя». Эти авторы утверждали, что произведение якобы представляет собой «таинственную летопись», позволяющую по-новому взглянуть на времени возникновения славянской письменности, пересмотреть научные представления об этногенезе, уровне общественного развития, мифологии славян. Статья Скурлатова и Николаева стала первой публикацией, пропагандировавшей «Велесову книгу» в Советском Союзе. В том же 1976 году газета «Неделя» опубликовала подборку восторженных отзывов о «Велесовой книге», включавшие обвинения против лиц, которые якобы стремятся «замалчиванием отстранять» читателей и писателей от выдающегося произведения. Начиная с 1976 года все издания, контролируемые издательством «Молодая гвардия», а также в ряд других изданий, включая массовотиражные «Огонёк», «Неделя» и «Техника молодежи», осуществляли активную пропаганду этого «великого культурного памятника» русского народа.
Историк Лев Корнеев, участник советского антисионистского кружка, ссылавшийся в своих радикальных публикациях на «Велесову книгу», внёс в список «сионистских преступлений» «очернение» русского культурного наследия, включая «Велесову книгу».
Идеи из «Велесовой книги», например, Правь-Явь-Навь, использовались одним из основателей русского неоязычества Валерием Емельяновым (неоязыческое имя — Велемир). В 1970-х годах он написал книгу «Десионизация» о древней цивилизации «арийцев-венедов», единственных автохтонов Европы, живших в гармонии с природой и впервые создавших алфавит, но побеждённых евреями-«сионистами», гибридами преступников разных рас, созданными египетскими и месопотамскими жрецами. С тех пор, согласно автору, мир обречён на вечную борьбу двух сил — патриотов-националистов и «талмудических сионистов». Одним из самых ранних сторонников аутентичности «Велесовой книги» был писатель Дмитрий Жуков (1979, 1981), член националистического «антисионистского кружка», наряду другими антисионистами, Емельяновым и Скурлатовым, развивавший раситские и неоязыческие идеи.
Писатель Юрий Сергеев предложил издать текст «Велесовой книги» в СССР, что вызвало осенью — зимой 1987/88 годов публичную дискуссию об этом тексте на страницах еженедельника «Книжное обозрение». В ответ филолог Н. А. Богомолов (1987) разъяснил причины неуместности раздувания шума вокруг поддельного текста и показывал сложность изучения славянской мифологии и необходимость её критического научного анализа. Было опубликовано интервью с лингвистом Л. П. Жуковской (1988), в популярном виде изложившей доводы поддельности «Влесовой книги».
«Велесова книга» привлекает внимание широкого читателя. Рост её популярности наблюдался в 1990-е — начале 2000-х годов. В 1990-х годах «Велесова книга» стала популярным сюжетом художественной литературы в стиле фэнтези.
«Велесова книга» считается многими неоязычниками священными текстами по истории и вероисповеданию древних славян. Из «Велесовой книги» славянское неоязычество (родноверие) заимствовало пантеон, изложение истории и панславянские идеи. Она широко используется как исторический источник и источник религиозного учения в славянском неоязычестве, в том числе является первоисточником учения о «Яви, Прави и Нави», получившего развитие в славянском неоязычестве. «Велесова книга» повествует о человеколюбии славянской языческой религии, якобы не знавшей кровавых жертвоприношений. Лесной и Миролюбов особенно подчёркивали эту идею. Она была принята многими неоязыческими течениями. Ряд родноверческих общин в России заимствовал отдельные фрагменты текста «Велесовой книги» при проведении обрядов.
«Велесова книга» отстаивает «языческие ценности» от наступавшего христианства, повествует о борьбе славян с бесчисленными врагами (готами, гуннами) и проводит идею единства Руси. По этим причинам это сочинение было воспринято русскими националистами как призыв к сплочению перед лицом враждебного западного мира. «Велесова книга» стала основой для русского и украинского неоязыческого национализма.
С начала 1980-х годов сомневающиеся в подлинности «Велесовой книги» обвиняются в «очернительстве русской национальной истории» и «враждебности ко всему русскому». Учёные, доказывающие поддельность «Велесовой книги», обвиняются в отсутствии патриотизма. Так, сторонник подлинности «Велесовой книги» и автор собственного её «перевода» Николай Слатин, разделяющий «гиперборейскую идею» В. Н. Дёмина, пытался опровергнуть доводы учёных, в частности упрекая их в отсутствии патриотизма. Популяризаторами «Велесовой книги» были деятели националистических движений и одни из основателей русского неоязычества Валерий Скурлатов, Валерий Емельянов и др. Эпиграфист-любитель Геннадий Гриневич писал, что речь идёт о «подлинной книге IX в.». «Велесова книга» в качестве подлинного славянского и «арийского» писания упоминается в произведениях неоязыческих писателей Сергея Алексеева (романы «Сокровища Валькирии», с 1995), Юрия Сергеева (роман «Княжий остров», 1995, где по созвучию названа «Блеск-Книга») и др. и оказала влияние на идеи этих произведений. Украинский автор Б. И. Яценко считал «Велесову книгу» доказательством идеи, что в раннем железном веке, если не раньше, в Центральной Европе жил «один славянский народ — укры». Идею подлинности «Велесовой книги» разделял известный художник Илья Глазунов, в целом стоявший на традиционных православных позициях, но принимавший многие идеи славянского неоязычества, включая «арийскую» идею.
В 1992 году неоязыческий писатель Владимир Щербаков опубликовал «переводы» ряда фрагментов «Велесовой книги». Щербаков фактически представил себя первым переводчиком и исследователем (что не соответствует действительности) этого «славянского памятника». Он считал «Велесову книгу» аутентичной «жреческой книгой славяно-русов» (вначале называл её «Лебединой книгой») и рассматривал этот текст не как сочинение самих жрецов, а как откровение, дарованное свыше, наподобие иудейско-христианской Библии: «Представления о мире и его структуре в „Лебединой книге“ так глубоки, что вне всяких сомнений отражают божественную истину, откровение, которое было даровано славянам». Он обнаружил в этом тексте подтверждения ряда своих идей о древнем ареале и путях расселения «праевропейцев и славян». Он не упомянул, что эти идеи находились под влиянием более ранних работ Скурлатова, также основанных на «Велесовой книге». Из этих работ Щербаков заимствовал своё всеохватывающее учение о Богоматери.
Существуют различные варианты перевода «Велесовой книги» на современный русский язык, как правило, выполненные непрофессионалами, не имеющими филологического образования и опыта переводческой деятельности. Наиболее известными являются «переводы», выполненные Александром Асовым, издавшим большое число псевдонаучных работ по истории и мифологии, так или иначе связанных с «Велесовой книгой». Асов имеет большую известность как неоязыческий писатель и идеолог. В 1992 году Асов издал книгу «Русские Веды. Песни птицы Гамаюн. Велесова книга» в издательстве журнала «Наука и религия», где он являлся редактором отдела истории славянства. Издание содержит текст «Велесовой книги», выполненный «велесовицей» с переводом Асова, в выходных данных названным волхвом Бусом Кресенем. Это издание с многотысячным тиражом и рассылкой по всем библиотекам стало информационным поводом массового повсеместного возникновения родноверия. В целом издания Асовым «Велесовой книги», снабжённые его «переводом» и комментариями, выходят с 1990-х годов большими тиражами. Как некоторые сторонники подлинности «Велесовой книги» (Б. И. Яценко), так и сторонники научной точки зрения о поддельности сочинения (О. В. Творогов, А. А. Алексеев) отмечали произвольность толкований Асова в его «переводах», неоговорённые изменения орфографии и самого текста «Велесовой книги», некомпетентность в славянской грамматике и др. По мнению ряда авторов других «переводов» «Велесовой книги» и сторонников её подлинности (Геннадий Карпунин, Дмитрия Дудко, Николай Слатин), «перевод» Асова содержит ошибки, предвзятости и фантазии. Вариант «Велесовой книги», опубликованный Асовым в 1990-е годы, был объявлен им единственно правильным переводом текстов Миролюбова. Однако в каждом новом издании Асова (1994, 2000) этот «канонический» текст также менялся. По мнению историка Л. С. Клейна, фактически Асов создал ещё одну «Велесову книгу». К началу 2000-х годов Асов издал «Велесову книгу» в том или ином виде более 20 раз.
Несмотря на критику, в большинстве работ сторонников подлинности «Велесовой книги» цитируются именно «переводы» Асова и на их основе строятся рассуждения. «Фольклорные» идеи Миролюбова и Асова использованы, в частности, в псевдоисторическом издании «Русская Хазария. Новый взгляд на историю» 2001 года, составителем которого был близкий к неоязычеству писатель Юрий Петухов. Авторы подозревают профессиональных исследователей в несостоятельности и непригодности. Публикации Асова и его единомышленников в журнале «Наука и религия», а также «Велесова книга» послужили основными источниками «Славяно-арийских вед», писания неоязыческого движения инглиистов (написаны самим основателем и главой движения Александром Хиневичем) — в части древней истории. Священным инглиисты считают «древнерусские ведические писания», к числу которых относят «Велесову книгу», или «Русские Веды» («Велесова книга» в обработке Асова).
По мнению Асова, лингвистические или исторические аргументы в оценке подлинности этого текста второстепенны:

главное же подтверждение подлинности… исходит из личного духовного опыта. О подлинности говорит сам дух «Велесовой книги». Её мистериальная тайна, великая магия слова.— Алексеев. Опять о «Велесовой книге», 2004, с. 94—108
На основе «Велесовой книги» Асов создал «славянорусскую (славяноведическую) идею», согласно которой исходная «ведическая» традиция, по его мнению сохранённая в «Велесовой книге», лежит в основе большинства современных религий, исказивших эту традицию. Асов считает Иисуса Христа потомком Ария Оседня, внуком Дажбога, упомянутых в «Велесовой книге» (вариация «арийского христианства»).
По утверждению Асова:

ведисты [признающие подлинность «Велесовой книги»] верят (и ведают), что и до Иисуса Христа к славянам и др. народам приходили Сыны Бога. Приходил также Мессия Сын Божий и через 400 лет после Христа.
Этот мессия — князь Русколани Муж Правый Бус Белояр (Старый Бус). Крест считается «ведическим» символом. Бус распространил «ведическую веру» вместе с учением о Прави, Яви и Нави (как идти «Путём Прави»). Асов утверждает, что каждые 532 года (период по количеству лет соответствует христианскому великому индиктиону, но конкретные великие индиктионы не связаны с хронологией Асова) рождается «великий Учитель Мира». Такой фигурой был Бус Белояр, который, по Асову, родился 20 апреля 295 года, затем — Ягайло Ган (фигура «Ягайло Ган смерд» была вымышлена А. И. Сулакадзевым), который составил «Велесову книгу» («таковым Учителем мы вправе признать творца ВК [„Велесовой книги“]»), выходец из Польши, чем Асов объясняет полонизмы в её тексте (не объясняя, почему Ягайло плохо знает польские носовые, вставляя их в «Велесовой книге» не к месту, и почему Асов стремится устранить из текста эти полонизмы). Асов писал, что Ягайло Ган родился в 791 году (следовательно, Буса и Ягайлу разделяет 496 лет, а не заявленные 532 года).
Асов писал о «древних войнах людей белой и чёрной рас в Европе» в период позднего палеолита, идея чего имеет источник в эзотерических концепциях антропогенеза и соответствует идее определяющих историю масштабных межрасовых войн, распространённой в расистском (в том числе «арийском») дискурсе. По мнению Асова, «нужно пробуждать спящее сознание нации», «русская ведическая культура должна и может занять в мировой культуре место не менее почетное, чем индийская ведическая». Он предлагает современной России принять «славяно-арийскую (ведическую)» идею в качестве национальной. Асов дистанцируется от ультранационалистов и фашистов, однако поддерживает выступления против «международного сионизма». Асов использует оккультные представления о смене «лютой эпохи Рыб» «счастливой эрой Водолея». Созвездие Рыб связывается с Израилем и христианством, а созвездие Водолея — с Россией. С Израилем и христианством ассоциируется всевластие злого и коварного Чернобога («Князя Мира Сего»). Работы Асова или почерпнутые из них идеи пользуются популярностью в среде части родноверов, создающих на их основе свои учения. Без действительных научных аргументов Асов выступает с резкой критикой О. В. Творогова и других учёных, отрицающих подлинность «Велесовой книги». Компетенцию Творогова он полностью отвергает (в действительности Творогов являлся крупнейшим исследователем и издателем памятников древнерусской литературы).
В 1990-е годы в среде российских родноверов велись острые споры о подлинности «Велесовой книги» и возможности её использования в обрядах. В 2010-е годы их отношение к данному сочинению стало более спокойным. Петербургский «Союз венедов», ориентируясь на переводы «Велесовой книги», выполненные канадскими украинскими эмигрантами, отдавал предпочтение трактовкам одного из основателей украинского и в целом славянского неоязычества профессора Владимира Шаяна, а не Льва Силенко и созданной им украинской неоязыческой РУН-веры, которые имеют более явные антироссийские взгляды. К настоящему времени среди значительной части родноверов преобладает точка зрения, что, несмотря на поддельность «Велесовой книги», её автор донёс некие отголоски традиции.
Сторонниками подлинности «Велесовой книги» являются, в частности, автор псевдоисторических идей об истории украинского народа Б. И. Яценко (журналы «Хроники 2000», № 3—4, 1994; № 1, 1995; «Українська мова», № 33, 1997); доктор исторических наук, специалист по аграрной истории и общественно-политическим процессам новейшей истории Украины П. П. Панченко; доктор филологических наук, исследователь древнерусской литературы Ю. К. Бегунов («Мифы древних славян», Саратов, 1993), в 1990-е годы выступавший в основном с националистической и конспирологической публицистикой. С точки зрения академика А. А. Зализняка, применительно к этим авторам «речь идёт фактически о людях, которые всего лишь допускают некоторое сомнение в поддельности „Велесовой книги“, а не отстаивают прямо и аргументированно версию её подлинности».
Один из первых публикаторов «Велесовой книги» биолог Сергей Парамонов (Сергей Лесной) писал:

Это совершенно не изученный и лишь на 3/4 недавно опубликованный источник — по всей видимости, летопись языческих русских жрецов, начинающаяся событиями задолго до нашей эры и доведённая до Аскольда и Дира, но не захватившая вовсе Олега. Это, по-видимому, древнейший русский оригинальный источник, которым мы располагаем. Написан он, в сущности, на неизвестном славянском языке, представляющем огромные трудности для нашего нынешнего понимания. Излагает он как события уже упоминавшиеся в истории, так и, в большинстве случаев, зафиксированные впервые, ибо касается эпохи, вовсе не затронутой летописью Нестора.
— Лесной, 1964
Большинство сторонников подлинности «Велесовой книги» относит её к VIII—IX векам, причём считает, что Миролюбову был доступен непосредственно оригинал этого времени.
Своеобразную позицию занимал Б. И. Яценко. Он относил создание «Велесовой книги» к концу IX — началу X века, но, в отличие от большинства других сторонников подлинности этого сочинения, считал, что протограф известного текста «Велесовой книги» был создан не в Новгороде, а в Западном Полесье, отразив диалектные особенности этого региона, позже того времени, которым её обычно датируют сторонники подлинности, а дошедший до Миролюбова список (дощечки) относится к XVII веку и был создан украинцем. Яценко критикует филологов Жуковскую и Творогова: отмеченные ими несообразности языка «Велесовой книги» Яценко объясняет сложной историей её текста и разновремёнными вкраплениями.
Критики версии Яценко Творогов и Зализняк отмечают, что гипотеза Яценко об истории текста «Велесовой книги» никак не проясняет отмеченную критиками бессистемность в морфологии и синтаксисе (несвойственную славянским языкам никакого периода), образование ошибочных форм по образцу разных языков, абсолютную несовместимость с грамматикой славянских текстов IX—XVII веков, а также необычность создания копий языческого текста «докириллическим письмом» на дощечках в такую эпоху, как XVII век. А. А. Алексеев отмечает, что в своём лингвистическом анализе Яценко не затронул вопросов грамматики. По мнению Алексеева, труд Яценко выполняет на Украине «национальный заказ», поскольку он издан на средства И. Г. Кислюка, биография которого вместе с портретом завершают издание, а также сообщается, что меценат считает «Велесову книгу» «священною для нашого народу» и что «Іван Кісьлюк та його однодумці вперто по-ширюють національні ідеі та надбання серед разбурханого моря низькопробноі іноземщини».
Ряд сторонников подлинности «Велесовой книги» рассматривает прочтения Миролюбова, язык которых содержит отмеченные учёными несообразности, а также переводы на основе миролюбовского текста как ошибочные и считает необходимым реконструировать на основе их трактовки «велесовицы» иной текст. Это мнение, в частности, разделяет Ю. К. Бегунов, поддерживающий выполненные в этом направлении реконструкцию и перевод А. И. Умнова-Денисова под названием «Приникание».
Сторонником подлинности «Велесовой книги» была этнограф, кандидат исторических наук С. В. Жарникова, развивавшая псевдонаучную арктическую гипотезу происхождения индоевропейцев («ариев»). Под влиянием Жарниковой неоязыческий писатель Сергей Алексеев выпустил романы «Сокровища Валькирии». Сама Жарникова представлена в романах в качестве женщины, которая нашла «Велесову книгу» на Белом море.
О безусловной подлинности «Велесовой книги» заявлял сатирик и популяризатор неоязыческих идей Михаил Задорнов, также разделявший идею происхождения славян от «арийцев» («древних ариев»). Задорнов не различал «Велесову книгу» и этрусские надписи, утверждая, что этруски, которые, по его мнению, были русскими, писали «на дощечках».
Популярный писатель Юрий Никитин, в художественной форме воспроизводящий основные идеи славянского неоязычества, использует «Велесову книгу» как один из ориентиров в истории, откуда он заимствует идеи о славянах — «внуках Даждьбога», их кочевом образе жизни в бескрайних степях и их древней книжной культуре.
Сторонниками подлинности «Велесовой книги» являются также биохимик А. А. Клёсов (основатель организации «Российская академии ДНК-генеалогии», создатель и популяризатор «ДНК-генеалогии», признанной специалистами псевдонаучной), журналист и писатель А. А. Тюняев (создатель и популяризатор «организмики», также признанной специалистами лженаучной), писатель В. С. Гнатюк, писатель Ю. В. Гнатюк, кандидат исторических наук Д. С. Логинов, картограф Г. З. Максименко (член «Российской академии ДНК-генеалогии», заведующий «кафедрой истории древнеславянских родов», «исследователь» «славян-ариев», волхв «Северокавказской земли» староста Славер, руководитель неоязыческой общины «Славянское наследие» в Новороссийске), кандидат филологических наук В. Д. Осипов, кандидат филологических наук В. В. Цыбулькин, химик и экономист по образованию М. Н. Сердюченко и доктор филологических наук, профессор А. Т. Липатов, предпринявшие попытку доказать подлинность этого текста в трёхтомном сборнике «Экспертиза Велесовой книги: История, лингвистика, ДНК-генеалогия» (2015). Во втором томе издания к числу авторов предисловий отнесён, в частности, Б. И. Яценко, умерший в 2005 году. Липатов писал о подлинности «Велесовой книги» в более раннем издании (2011). Он утверждал, что славяне и другие индоевропейцы имеют «арийское» происхождение, и «Велесова книга» подтверждает общность «славяно-арийских» корней.
Подлинным историческим источником «Велесову книгу» считает ряд авторов, развивающих украинскую версию «арийской» идеи. Подлинной её считал Николай Чмыхов, археолог, доктор исторических наук. Виталий Довгич, журналист, кандидат филологических наук, писал, что «история Индо-Европы начинается на Украине», одним из доказательств чего, по его мнению, служит «Велесова книга». В 1995 году Довгич содействовал Борису Яценко в издании «Велесовой книги» в качестве специального выпуска журнала «Индо-Европа» (главный редактор Довгич). В этом издании Довгич и Яценко утверждали, что украинцы происходят от древних «укров», в глубокой первобытности расселявшихся от Эльбы до Днепра и Дуная. Юрий Шилов, археолог по образованию и кандидат исторических наук, цитировал «Велесову книгу» по переводу неоязыческого автора Александра Асова и выдвинул собственную версию её возникновения: она «могла быть создана потомками жрецов венедов-этрусков в конце IX в., где-то в Крыму». По его мнению, «Велесова книга» сообщает о «древнейшей цивилизации Аратте», находившейся на территории Украины и представленной трипольской культурой. Вслед за Шиловым профессор Прикарпатского университета (Ивано-Франковск), философ Л. Т. Бабий утверждает, что Украина является прародиной «ариев», «создателей трипольской археологической культуры с государствами Аратта и Ариана». «Велесову книгу» он считает «украинской Библией» и одновременно «нашей Одиссей».
Известный представитель русского националистического и неоязыческого движения А. М. Иванов (Скуратов) считал «Велесову книгу» фальсификатом. Идеолог неоязычества Николай Сперанский (Велимир) считает, что «Велесова книга» Миролюбова-Кура-Лесного и «Велесова книга» Асова написаны не древними волхвами, а современными. Но Сперанский утверждает, что это не делает их менее интересными и менее языческими, поскольку важно, чему они учат. В мае 2012 года три крупных родноверческих объединения России («Круг языческой традиции», «Союз славянских общин славянской родной веры» и «Велесов круг») признали псевдонаучными и наносящими вред «славянской вере» теории на почве мифологии и фольклористики главного популяризатора «Велесовой книги» А. И. Барашкова (Асова) и некоторых других авторов. «Велесову книгу» решительно отвергли представители чешского родноверческого Содружества «Родная вера». Донат Гасанов из родноверческого объединения «Велесов круг» рассматривает «Велесову книгу» как творение Миролюбова, но допускает, что на последнего при написании текста могло снизойти божественное вдохновение.
В ряде случаев публикаторы «Велесовой книги» приписывают учёным мнение о её подлинности. К числу сторонников подлинности этого произведения был причислен академик Б. А. Рыбаков. Так, Асов писал, что Рыбаков изменил своё мнение о «Велесовой книге» после выхода статей Ю. К. Бегунова и публикаций и переводов самого Асова. Эти утверждания не имеют подтверждений. Асов также отметил, что Рыбаков выступил в поддержку его исследований в статье в журнале «Наука и религия» (1992). Однако в приведённой заметке Рыбакова о подлинности «Велесовой книги» ничего не сказано. В действительности Рыбаков работал в составе группы учёных Академии наук СССР, изучавшей вопрос о подлинности «Велесовой книги» и пришедшей к выводу о её поддельности. Асов пишет, что авторство Рыбакова в этой публикации «по сути сфальсифицировали», но оставляет это заявление без доказательств. Рыбаков не разделял идею подлинности «Велесовой книги» и в поздний период жизни: в лекции 1995 года он называет её подделкой 1950-х годов, созданной эмигрантами из «патриотических» чувств и не имеющей ценности; поддельной им названа и единственная «фотография» «дощечки Велесовой книги»; сын Б. А. Рыбакова историк Ростислав Рыбаков в интервью для «Литературной газеты» отмечал:

Вспоминаю последнее заседание бюро отделения, на котором выступал Б. А. Оно было долгим, все устали, и, когда ему дали слово, он был телеграфно краток: «Перед исторической наукой стоят две опасности. Велесова книга. И — Фоменко». И сел на своё место. По сути, это стало его завещанием нам, историкам.
А. И. Асов в 1997 году фальсифицировал слова историка И. В. Лёвочкина, критически относившегося к «Велесовой книге»: Асов в своей книге «Книга Велеса» назвал Лёвочкина сторонником её подлинности.
Неоязыческие авторы Валерий Скурлатов и Александр Асов, а также О. Скурлатова и писатель Юрий Петухов (1990) приписали веру в подлинность «Велесовой книги» археологу, академику А. В. Арциховскому (при этом Асов назвал Скурлатова «кандидатом исторических и философских наук», что не соответствует действительности). Это заявление не имеет оснований. Творогов писал об этом:

Ученик и сотрудник А. В. Арциховского В. Л. Янин, а также близко знавший его академик Б. А. Рыбаков никогда не слышали от покойного археолога [Арциховского] высказываний в пользу ВК [«Велесовой книги»] (Об этом мне сообщил в личной беседе Б. А. Рыбаков. Д. С. Лихачев также специально обращался с аналогичным вопросом к В. Л. Янину). А сообщение О. Скурлатовой о том, что А. В. Арциховский «считал вполне вероятным», что ВК «отражает подлинное языческое прошлое славян», появилось после смерти ученого и представляется крайне сомнительным.— Творогов. Что же такое «Влесова книга»?, 2004, с. 47—85
На личную беседу с Рыбаковым ссылается и Асов, но утверждает, что тот сообщил ему обратное.
Д. С. Логинов (сторонник подлинности «Велесовой книги») писал:

Традиционно среди сторонников аутентичности документа считается, что в пользу его подлинности когда-то высказывался А. В. Арциховский. Впрочем, о характере и содержании его слов мы можем только догадываться, так как ни одной работы археолог ВК [«Велесовой книге»] не посвятил, и указания на положительную оценку им памятника несколько похожи на историографический миф.— Экспертиза Велесовой книги, 2015, Логинов Д. С. Предисловие // Т. 1., с. 71

## «Переводы»
Ниже приведены публикации, заявленные как «переводы», но не имеющие подтверждения своей достоверности в научной литературе.
- Асов А. И. (Б. Кресень), в его переводе «Велесова книга» выходила в 19 различных редакциях, в том числе:
  - Русские Веды. Песни птицы Гамаюн. Велесова книга / Реставрация, перевод, комментарии Б. Кресеня (А. Асова) — М.: Наука и религия, 1992. — С. 133—273.
  - Велесова книга. — М.: Менеджер, 1994. — 318 с. (В этом издании приведён исходный текст с разночтениями; объём книги по сравнению с изданием 1992 г. увеличен вдвое на основе новых архивных материалов).
  - Свято-Русские веды. Книга Велеса / Перевод, пояснения А. Асова. — 3-е изд., испр. и доп. — М.: ФАИР, 2007. — 576 с. — ISBN 978-5-8183-1277-4.
- Велесова Книга: Тексты и переводы / Пер. с украинского В. К. Федосова // Волхв: Журнал венедов / Прил. к газ. «Родные просторы». — СПб., 2001. — № 1 (23). — С. 45—63.
- Велесова книга: Славянские Веды / Сост., пер., предисл., коммент., изд. под ред. Д. М. Дудко. — М.: Эксмо-Пресс, 2002. — 400 с. — (Сер. Антология мудрости).
- Велесова книга Архивная копия от 23 апреля 2021 на Wayback Machine / пер. и коммент. В. С. Гнатюк и Ю. В. Гнатюк. — М.: Амрита-Русь, 2006. — 272 с.: ил.
- Велесова книга со словарём / пер. и коммент. В. С. Гнатюк и Ю. В. Гнатюк. — М.: Свет, 2018. — 608 с.: ил. с.
- Велесова книга. Веды об укладе жизни и истоке веры славян / Авторский перевод Славера (Георгия Максименко). — М.: НОУ «Академия управления», 2010. — 484 с. — ISBN 978-5-91047-011-2.
- Влескнига II: Влескнига. Исходные тексты. Буквальный перевод. Перевод с древнерусского, подготовка древнего текста, примечания: Н. В. Слатин. — Омск, 2006. — 496 с. — ISBN 978-5-902468-04-2.
- Иванов-Снежко Д. П. Книга Велеса (поэтическое переложение) Архивная копия от 6 октября 2008 на Wayback Machine. — М.: ЧеРо, 2001. — 136 с., 2000 экз. (м). — ISBN 5-88711-165-8.
- Карпунин Г. Ф. Велесова Книга / Пер. и предисл. Г. Ф. Карпунина // Сибирские огни. — 1995. — № 1/6. — С. 39—132.
- Умнов-Денисов А. И. Приникание — ведическая летопись прарусов. — М.: Осознание, 2010. — 698 с. — ISBN 978-5-98967-023-9.

## Комментарии
1. ↑  Фрагменты кандидатской диссертации Е. В. Кавериной.

В качестве важного источника языческого мышления в диссертации рассматривается и анализируется «Велесова книга. Славянские Веды»3 которая, как считается, была написана или составлена из текстов, вырезанных на буковых дощечках новгородскими волхвами в первой половине IX века. Многие исследователи считают «Книгу» священным преданием древних славян и первых русских племён. В ней дано описание жизни славян и других древних народов Евразии от третьего-второго тысячелетий до н. э. и до середины IX века н. э. Некоторые современные авторы считают «Книгу» подделкой. Тем не менее, она уже живёт своей жизнью. За последние 15 лет, со времени появления её первого полного перевода4, опубликовано около десяти вариантов „Книги“. Её сюжеты и идеи используют прозаики и поэты, художники, историки, создатели художественных и документальных фильмов.
— Каверина. Кандидатская диссертация, 2010, Введение., с. 7–8

На основе изучения «Велесовой книги», «Слова о полку Игореве», «Повести временных лет» и других источников показано, что уже в период мифологического и языческого сознания восточных славян и русских племён мировоззренческие искания философского характера имели место и были сосредоточены на объяснении космоса и его строения. Различали небесный, земной и подземный миры. В их трактовках доминировали сакральные языческие и мифологические мотивы Небесный мир признавался наиболее совершенным, но далёким от человека и таинственным для него. Земной мир отождествлялся с окружающей, «близкой» природой и жизнью самих людей. Подземный мир воспринимался почтительно-трагически и считался сферой существования умерших предков <…> В ряде первых русских письменных источниках отмечалась сакральная идея о том, что русы считали себя внуками Дажьбога (Даждьбога) — бога солнца, творца мира и покровителя праведных воинов2.
— Каверина. Автореферат кандидатской диссертации, 2010, с. 12–13
2. ↑   Инна Алексеевна Бирич (докт. филос. наук, проф., зам. зав. кафедрой философии Московского городского педагогического университета):

По мнению наших фольклористов, самоназвание «русичи» раскрывается в древнеславянском мифе («Русские веды»).— Бирич, 2009Там же она несколько раз упоминает триаду «Явь, Правь и Навь», впервые встречающуюся в «Велесовой книге».
3. ↑  По мнению О. В. Творогова и И. Н. Данилевского, бессистемность и произвольность языка «Велесовой книги» делают невозможным перевод этого произведения[11]

## Издания
- Ал. Кур. Цикл статей в журнале «Жар-птица», 1953—1959.
- Лесной С. «Влесова книга» — языческая летопись доолеговской Руси: (История находки, текст и комментарий). — Виннипег, 1966.
- Скрипник Н. Ф. Велесова книга. — Вып. 1—7. — 1960—1970-е годы.
- Творогов О. В. «Влесова книга» Архивная копия от 6 марта 2016 на Wayback Machine // Труды Отдела древнерусской литературы. — Т. 43. — 1990. — С. 170—254. (Текст дан по изданию Н. Ф. Скрипника).

### Научная
- Данилевский И. Н. «Влесова книга» // Православная энциклопедия. — М., 2005. — Т. IX : Владимирская икона Божией Матери — Второе пришествие. — С. 128—129. — 39 000 экз. — ISBN 5-89572-015-3.
- «Велесова книга»: история одной фальсификации / Шнирельман В. А. // Большая российская энциклопедия [Электронный ресурс]. — 2023.
- Бирич И. А. Современный русский язык — хранитель древнего миросозерцания (главные архетипы русского сознания) // Знание. Понимание. Умение. Философия. Политология.. — 2009. — № 1.
- Буланин Д. М., Турилов А. А. Сказание о Словене и Русе // Словарь книжников и книжности Древней Руси : [в 4 вып.] / Рос. акад. наук, Ин-т рус. лит. (Пушкинский Дом) ; отв. ред. Д. С. Лихачёв [и др.]. — Л. : Наука, 1987—2017. — Вып. 3 : (XVII в.), ч. 3 : П—С / ред. Д. М. Буланин. — СПб.: Дмитрий Буланин, 1998. — С. 444—447. — 519 с. — ISBN 5-86007-001-2.
- Гайдуков A. B. Проблема иностранного влияния на развитие славянского нового язычества (родноверия) в России // Colloquium heptaplomeres : научный альманах  / Научно-исследовательской лаборатория «Новые религиозные движения в современной России и странах Европы». Нижегородский государственный педагогический университет имени Козьмы Минина. — Н. Новгород: НГПУ, 2016. — № 3. — С. 43—47.
- Данилевский И. Н. Попытки «улучшить» прошлое: «Влесова книга» и псевдоистории // Данилевский И. Н. Древняя Русь глазами современников и потомков (IX—XII вв.): Курс лекций: Учебное пособие для студентов вузов / Институт «Открытое общество». — М.: Аспект-Пресс, 1998. — 399 с. — (Программа «Высшее образование»).
- Дербенева А. Дудко Дмитрий Михайлович // Фантасты современной Украины: Справочник / Под ред. И. В. Черного. — Харьков: «Мир детства», при участии ТМ «Второй блин», 2000. — 144 с.
- Дымерская-Цигельман Л. Советские корни современного антисемитизма // Форум новейшей восточноевропейской истории и культуры — Русское издание. — 2006. — № 2. — С. 1—68.
- Жуковская Л. П. Поддельная докириллическая рукопись (К вопросу о методе определения подделок) // Вопросы языкознания. — 1960. — № 2. — С. 142—144.
- Жуковская Л. П., Филин Ф. П. Влесова книга… Почему не Велесова? // Русская речь. — 1980. — № 4. — С. 111—118.
- Зализняк А. А. О «Велесовой книге» // Лингвистика для всех. — М.: МЦНМО, 2009. — С. 122—141.
- Зализняк А. А. О профессиональной и любительской лингвистике // Наука и жизнь. — 2009. — № 1—2.
- Зализняк А. А. О «Велесовой книге» // Фальсификация исторических источников и конструирование этнократических мифов. — М.: Институт археологии РАН, 2011. — С. 101—113.
- Зализняк А. А. Из заметок о любительской лингвистике. — М.: Альпина нон-фикшн, 2023. — 208 с. — ISBN 978-5-00139-914-8.
- Мифы народов мира : Энцикл. в 2 т. / гл. ред. С. А. Токарев. — 2-е изд. — М. : Советская энциклопедия, 1987—1988.
  - Славянская мифология / В. В. Иванов, В. Н. Топоров // Мифы народов мира : Энцикл. в 2 т. / гл. ред. С. А. Токарев. — 2-е изд. — М. : Советская энциклопедия, 1988. — Т. 2 : К—Я. — 719 с.
- Исаев И. А. История государства и права России: Учебник. — 3-е изд., перераб. и доп.. — М.: Юристъ, 2004. — 797 с. — ISBN 5-7975-0667-X.
- Каверина Е. В. Религиозно-философские искания на Руси в X — начале XIII веков / диссертация … кандидата философских наук : 09.00.03. — Военный университет МО РФ, 2010. — 188 с.
  - Каверина Е. В. Религиозно-философские искания на Руси в X — начале XIII веков / автореферат дис. … кандидата философских наук : 09.00.03. — М.: Военный университет МО РФ, 2010. — 23 с.
- Каганская М. Л. «Влесова книга»: история одной фальшивки // Евреи и еврейская тематика в советских и восточноевропейских публикациях. — 1987. — № 3—4. — С. 3—19.
- Клейн Л. С. Воскрешение Перуна : К реконструкции восточнославянского язычества. — СПб.: Евразия, 2004. — 480 с. — (Magicum). — ISBN 978-5-8071-0153-7.
- Козлов В. П. Тайны фальсификации: анализ подделок исторических источников XVIII—XIX веков. — М., 1994.
  - Козлов В. П. Тайны фальсификации: анализ подделок исторических источников XVIII—XIX веков. — 2-е изд. — М.: Аспект Пресс, 1996. — 272 с. — ISBN 5-7567-0044-7.
- Козлов В. П. «Дощечки Изенбека», или Умершая «Жар-птица» // Преподавание истории в школе. — 2005. — № 4. — С. 9—16.
- Кореньков О. Колоритный и противоречивый образ // Преподавание истории в школе. — 2005. — № 4. — С. 9—16.
- Котляр М. Ф. Велесова книга Архивная копия от 1 июня 2016 на Wayback Machine // Енциклопедія історії України : у 10 т. / Редкол.: В. А. Смолій (голова) та ін. ; Інститут історії України НАН України. — Київ: Наукова думка, 2003. — Т. 1: А — В. — С. 455. — ISBN 966-00-0734-5. (укр.)
- Котляр М. Ф. Шляхами віків. — Киев, 1993. — С. 31—32.
- Котляр М. Ф. Довідник з історії України. — Киев — С. 34—35.
- Кузьмин А. Г. «Арийские руны» на «Влесовых струнах» // Мародёры на дорогах истории: сборник. — М., 2005.
- Лакер, Уолтер. Чёрная сотня. Происхождение русского фашизма = Black Hundreds: The Rise of the Extreme Right in Russia. — М.: Текст, 1994. — 432 с. — ISBN 5-7516-0001-0.
- Ларюэль, Марлен. Арийский миф — русский взгляд / Перевод с французского Дмитрия Баюка. 25.03.2010 // Вокруг света. — 2010.
- Мачуда Й. Чешская община «Родная вера» — возвращение к духовности предков // Colloquium heptaplomeres : научный альманах  / Научно-исследовательской лаборатория «Новые религиозные движения в современной России и странах Европы». Нижегородский государственный педагогический университет имени Козьмы Минина. — Н. Новгород: НГПУ, 2014. — № 1. Язычество в XX—XXI веках: российский и европейский контекст. — С. 101—109.
- Уманский А. М. Минаев, Дмитрий Иванович // Энциклопедический словарь Брокгауза и Ефрона : в 86 т. (82 т. и 4 доп.). — СПб., 1896. — Т. XIX. — С. 331.
- Миротворцев В. Н. Ещё раз о т. н. «Велесовой книге // Русская речь. — 1984. — № 5. — С. 110—117.
- Митрохин Н. А. «Антисионисты» и неоязычники в русском националистическом движении СССР 1960-х — 1970-х гг. // Форум новейшей восточноевропейской истории и культуры — Русское издание. — 2013. — № 2. — С. 214—232.
- Монгайт А. Л. Из истории археологических мистификаций // Наука и жизнь. — 1968. — № 6.
- Монгайт А. Л. Надпись на камне. — М.: Знание, 1969.
- Мороз Е. Л. Неоязычество в России // Цена ненависти. Национализм в России и противодействие расистским преступлениям: (сборник статей) / Составитель А. М. Верховский. — М.: Центр «Сова», 2005. — С. 196—225. — 256 с. — 1000 экз. — ISBN 5-98418-005-7.
- Петров А. Е. Иже херувимы: Правда и вера «Велесовой книги» // Родина. — 2002. — № 6. — С. 30—32. (копия Архивная копия от 19 июня 2015 на Wayback Machine)
- Петров А. Е. Перевёрнутая история: Лженаучные модели прошлого // Новая и новейшая история. — 2004. — № 3.
- Петрухин В. Я. Русь в IX—X веках. От призвания варягов до выбора веры. — 2-е изд., испр. и доп. — М.: Форум : Неолит, 2014. — 464 с.
- Полиниченко Д. Ю. Неоязычество и любительская лингвистика в современной России // Язык и культура. Научный интернет-журнал Центра исследования лингвокультурологии и переводоведения Философского факультета Прешовского университета в Прешове. — 2012. — № 12.
- Прокофьев А. В., Филатов С. Б., Коскелло А. С. Славянское и скандинавское язычества. Викканство // Современная религиозная жизнь России. Опыт систематического описания / Отв. ред. М. Бурдо, С. Б. Филатов. — М.: Университетская книга, Логос, 2006. — Т. IV. — С. 320—333. — 155-207 с. — 2000 экз. — ISBN 5-98704-057-4.
- Симонов Р. А., Соболев Н. А. «Влесова книга» в историографии фальсификаций и издательской практике XX века : монография. — М.: МГУП, 2008. — 187 с. — ISBN 978-5-8122-0962-9.
- Симонов Р. А., Соболев Н. А. «Велесова книга» в контексте лженауки // Наука о книге. Традиции и инновации, Москва, 28—30 апреля 2009 г. Ч. 1. — М.: Наука, 2009. — С. 71—73.
- Симонов Р. А., Соболев Н. А. Тиражируемая подделка как тип издания — «издание-фальсификат» // Румянцевские чтения. Историко-культурные традиции и инновационные преобразования России. Просветительская ответственность библиотек. Ч. 2. — М.: Пашков дом, 2009. — С. 157—162.
- Соболев Н. А. Деструктивность фальсификатов древнерусской книжности // Древняя Русь. Вопросы медиевистики. — 2002. — № 2 (8). — С. 87—90.
- Соболев Н. А. «Влесова книга» в свете историографии фальсификаций и издательской практики XX в / диссертация … кандидата исторических наук : 05.25.03. — М.: МГУП, 2002.
- Творогов О. В. Когда была написана «Велесова книга»?. — М., 1988.
- Савченко В. А. Велесова книга Архивная копия от 20 августа 2017 на Wayback Machine // Велесова книга // Енциклопедія сучасної України :  [укр.] : у 30 т. / НАН України, Наукове товариство ім. Шевченка, Институт энциклопедических исследований НАН Украины. — Київ, 2001—…. — ISBN 944-02-3354-X.
- Творогов О. В. Влесова книга // Труды Отдела древнерусской литературы. — 1990. — Т. 43. — С. 170—254. (копия Архивная копия от 25 октября 2005 на Wayback Machine) (Публикация текста и развёрнутое доказательство его подложности).
- Что думают учёные о «Велесовой книге» : [арх. 7 января 2023] : сб. / Рос. акад. наук, Институт рус. лит. (Пушк. Дом); Составитель А. А. Алексеев. — СПб. : Наука, 2004. — 237, [1] с. : ил., факс. — (Литературоведение). — РСЛ: rsl01002445023. — ББК Т3(2)0-01я43, Т211(2)4я43. — ISBN 5-02-027121-7. (Сборник статей Л. П. Жуковской, Б. А. Рыбакова, О. В. Творогова, А. А. Алексеева, И. Н. Данилевского, В. П. Козлова, Н. А. Соболева). (копия Архивная копия от 23 июня 2012 на Wayback Machine) Рецензия Архивная копия от 22 февраля 2014 на Wayback Machine на этот сборник статей в «Независимой газете»
  - Алексеев А. А. От составителя. — 2004. — С. 3—5.
  - Алексеев А. А. Опять о «Велесовой книге». — 2004. — С. 94—108. (Статья впервые опубликована: Русская литература. — 1995. — № 2. — С. 250—254).
  - Алексеев А. А. Книга Велеса: анализ и диагноз. — 2004. — С. 128—147. (Статья впервые опубликована: Русская литература. — 2002. — № 4. — С. 199—207).
  - Буганов В. И., Жуковская Л. П., академик Рыбаков Б. А. Мнимая «древнейшая летопись». — 2004. — С. 39—46. (Статья впервые опубликована: Вопросы истории. — 1977. — № 6. — С. 202—205).
  - Данилевский И. Н. Попытки «улучшить» прошлое: «Влесова книга» и псевдоистории. — 2004. — С. 109—127. (Полная публикация: Данилевский И. Н. Древняя Русь глазами современников и потомков (IX—XII вв.). — М., 1999. — С. 314—326, 387—388).
  - Жуковская Л. П. Поддельная докириллическая рукопись (К вопросу о методе определения подделок). — 2004. — С. 31—38. (Статья впервые опубликована: Вопросы языкознания. — 1960. — № 2. — С. 142—144).
  - Козлов В. П. «Дощечки Изенбека», или Умершая «Жар-птица». — 2004. — С. 148—175. (Глава 7 книги: Козлов В. П. Обманутая, но торжествующая Клио: Подлоги письменных источников по российской истории в XX веке. — М., 2001. — С. 87—105, 215—217). «Велесова книга» — глава из книги «Обманутая, но торжествующая Клио».
  - Козлов В. П. Хлестаков отечественной «археологии», или три жизни А. И. Сулакадзева. — 2004. (Глава 11 книги: Козлов В. П. Тайны фальсификации: Анализ подделок исторических источников XVIII—XIX веков. — М., 1996. Изд. второе. — С. 155—185, 265—267).
  - Соболев Н. А. Проблема изданий-фальсификатов. — 2004. — С. 176—198. (Авторская переработка статьи: Соболев Н. А. Деструктивность фальсификатов древнерусской книжности. // Древняя Русь: Вопросы медиевистики. — 2002. — № 2 (8). — С. 87—90).
  - Творогов О. В. К спорам о «Влесовой книге». — 2004. — С. 6—30.
  - Творогов О. В. Что же такое «Влесова книга»?. — 2004. — С. 47—85. (Статья впервые опубликована: «Русская литература». — 1988. — № 2. — С. 77—102).
  - Творогов О. В. Язык «Влесовой книги». — 2004. — С. 227—232. (Полная публикация статьи — О. В. Творогов. Влесова книга Архивная копия от 25 октября 2005 на Wayback Machine // Труды Отдела древнерусской литературы. — Т. 43. — 1990. — С. 170—254. (Публикация текста и развёрнутое доказательство его подложности).
  - Творогов О. В. Язык «Влесовой книги» (окончание). — 2004. — С. 227—232.
- Фальсификация исторических источников и конструирование этнократических мифов / Российская академия наук, Отделение историко-филологических наук, Институт археологии РАН ; отв. ред. А. Е. Петров, В. А. Шнирельман. — М.: Институт археологии РАН, 2011. — 381 с. — (Актуальное прошлое: наука и общество). — ISBN 978-5-94375-110-3.
  - Мельникова Е. А. Ренессанс Средневековья? Размышления о мифотворчестве в современной исторической науке // Фальсификация исторических источников и конструирование этнократических мифов / Российская академия наук, Отделение историко-филологических наук, Институт археологии РАН ; отв. ред. А. Е. Петров, В. А. Шнирельман. — М.: Институт археологии РАН, 2011. — 381 с. — (Актуальное прошлое: наука и общество). — ISBN 978-5-94375-110-3.
- Шнирельман В. А. Тени забытых предков. Подделки как этнополитическая проблема // Фальсификации источников и национальные истории: Материалы круглого стола (17 сентября 2007 года Москва, Президиум РАН). — М.: Институт востоковедения РАН, 2007. — 56 с. — ISBN 978-5-89282-335-7. (первая публикация — Шнирельман В. А. Тени забытых предков : Подделки как этнополитическая проблема // Родина. — 2007. — №. 8. — С. 39—43).
- Шнирельман В. А. Русское родноверие : неоязычество и национализм в современной России. — М.: Библейско-богословский институт святого апостола Андрея, 2012. — xiv + 302 с. — ISBN 978-5-89647-291-9.
- Шнирельман В. А. Арийский миф в современном мире / Российская академия наук, Институт этнологии и антропологии имени Н. Н. Миклухо-Маклая. — М.: Новое литературное обозрение, 2015. — (Библиотека журнала «Неприкосновенный запас»). — ISBN 978-5-4448-0279-3.
- Яшин В. Б. «Церковь православных староверов-инглингов» как пример неоязыческого культа // Неоязычество на просторах Евразии / Сост. сб. В. А. Шнирельман. — М.: Библейско-богословский институт святого апостола Андрея, 2001. — С. 56—67. — ISBN 5-89647-050-9.
- Kaganska M. The Book of Vlas: The Saga of a Forgery // Jews and Jewish Topics in Soviet and East European Publications. 1986. № 4. P. 3—27.

### Публицистика
на русском языке
- Асов А. И. „Книга Велеса“ бессмертна! // Родина. — 2002. — № 6. — С. 27–29. — ISSN 0235‐7089.
- Афанасьев В. Г. Древнерусская языческая библия «Велесова книга» — шедевр тысячелетней дохристианской культуры восточных славян или фальшивка XX века? — М.: Академическая мысль, 1999.
- Богомолов, Н. А. О подлинной и мнимой культуре // Книжное обозрение. — 1987. — 27 ноября.
- Буганов, В. И. Документ или подделка? // Неделя. — 1976. — № 33.
- Булычёв К. «Велесова книга»: Дощечки Изенбека // Тайны Руси. — М., 2003. — С. 29—37.
- Миролюбов, Ю. П. Дощьки // Жар-Птица. Firebird Monthly Magazine. — Сан-Франциско, США, 1954. — № Январь. — С. 11–16.
- Кур, А. А. Власова книга // Жар-Птица. Firebird Monthly Magazine. — Сан-Франциско, США, 1959. — № Июль. — С. 11–15.
- Калмыков, В. Человек без корней как дерево засыхает // Книжное обозрение. — 1987. — 2 октября.
- Колоссальнейшая историческая сенсация // Жар-Птица. Firebird Monthly Magazine. — Сан-Франциско, С.Ш.А, 1953. — № Ноябрь.
- Ляско, К. «Влесова книга»: что же она такое? // Книжное обозрение. — 1988. — 8 января.
- Миролюбов Ю. П. Сакральное Руси. — М.: АДЕ «Золотой Век», 1996. — Т. 1. — 582 с. — ISBN 5-900206-23-8.
- Миролюбов Ю. П. Сакральное Руси. — М.: АДЕ «Золотой Век», 1996. — Т. 2. — 596 с. — ISBN 5-900206-24-6.
- Лесной С. «Велесова книга» — новый, совершенно неизученный источник о древней языческой Руси // История «руссов» в неизвращённом виде. — Париж, 1957. — С. 607—620.
- Лесной С. Отрывок «Велесовой книги» о Кие, Щеке и Хореве; Отрывок «Велесовой книги» о Богумире // История «руссов» в неизвращённом виде. — Париж, 1958. — Вып. 7. — С. 752—765.
- Лесной, С. О подлинности «дощечек» Изенбека // История «руссов» в неизвращённом виде. — 1960. — Вып. 40. — С. 1115–1117.
- Лесной, С. «Дощечки Изенбека» и русская общественность // История «руссов» в неизвращённом виде. — 1960. — Вып. 40. — С. 1162–1166.
- Лесной С. Русь, откуда ты?. — Виннипег, 1964. — 384 с.
- Лесной С. Проблема «Велесовой книги» // Откуда ты, Русь?. — Ростов н/Д., 1995. — С. 197—252.
- Лесной С. Влесова книга. — М.: Захаров, 2002.
- Липатов А. Т. Слово, сотканное жизнью. Сказанья о тайнах, красоте, силе и мудрости слова. — Йошкар-Ола: Марийское книжное издательство, 2011. — 272 с.
- Логинов Д. С. «Влесова книга»: введение к научному анализу источника. — М.: Инфра-М, 2012. — 392 с. — ISBN 978-5-16-005598-5.
- Парпара А. А. «Сколько весит наука?» (Вспоминая академика Бориса Рыбакова) // Литературная газета. — 2008. — № 22 (6174). — С. 15.
- Письмо в Редакцию // Жар-Птица. Firebird Monthly Magazine. — Сан-Франциско, С.Ш.А, 1953. — № Сентябрь. — С. 11.
- Рудницкий Ю. В. Мистификаторы поневоле Архивная копия от 18 февраля 2014 на Wayback Machine // Зеркало недели. № 13 (642) 7—13 апреля 2007.
- Скрипник Н. Ф. Велесова книга. — М.: Захаров, 2002.
- Скрипник Н. Ф. Велесова книга. — Вып. 7. — 1975.
- Скурлатов В., Николаев Н. Таинственная летопись: гипотеза на проверке : «Влесова книга» — подделка или бесценный памятник мировой культуры? // Неделя. — 1976. — № 18. — С. 10.
- Скурлатова О. Загадки «Влесовой книги» // Техника — молодёжи. — 1979. — № 12. — С. 55—59. Статья вошла также в сборник: Тайны веков. — М., 1983. — Вып. 3. — С. 26—33.
- Скурлатова О. Великая славянская загадка // Чудеса и приключения. — 1992. — № 1—2. — С. 24—27.
- Цыбулькин В. В. Быль и боль «Влесовой книги». — М.: Самотёка, 2008. — 272 с.; вкл. 16 с.
- Цыбулькин В. В., Сивальнёв А. Н., Сердюченко М. Н. «Влесова книга»: быль и мифы Славянской цивилизации. — К.: ЧП Зеленский В. Л., 2016. — 480 с., ил. — ISBN 978-966-97520-5-5.
- Экспертиза Велесовой книги: История, лингвистика, ДНК-генеалогия / А. А. Клёсов, В. С. Гнатюк, Ю. В. Гнатюк, Д. С. Логинов, Г. З. Максименко, В. Д. Осипов, В. В. Цыбулькин, М. Н. Сердюченко ; [ с предисловием А. Т. Липатова, переводами фрагментов и рядом примечаний Н. В. Слатина ]. — М.: Концептуал, 2015. — Т. 1—3. — ISBN 978-5-906756-42-8. (том 1 Архивная копия от 23 февраля 2022 на Wayback Machine; том 2 Архивная копия от 23 февраля 2022 на Wayback Machine; том 3, часть 1 Архивная копия от 23 февраля 2022 на Wayback Machine; том 3, часть 2 Архивная копия от 23 февраля 2022 на Wayback Machine).

на других языках
- 6 // Влес книга: Лiтопис дохристиянськоi Русi-Украïни. — Лондон; Гаага, 1972.
- Кирій В.[укр.], Сікора Л.[укр.] «Велесова книга» — аргументи «за» і «проти» // Давня Русь — неоміфи і реалії. — Дрогобич: Коло, 2010. — С. 166—270. — ISBN 978-966-2405-47-7.
- Пешић Р.[серб.] Jедна непозната историja словена: «Изенбекове дошчице», «Влес книга» или «Jасна» // Православље (Београд). — 15.04.1990. — С. 9.
- Ребiндер Б. Влесова книга: життя та релiгiя слов’ян. — Київ: Фотовiдеосервiс, 1993.
- Шпоть О. С. «Велесова книга» — як фрагмент з історії демократії. — Київ: ПП «Коронатор», 2006. — 62 с.
- Яценко Б. И. Влесова книга : Збірка праукраїнських пам’яток I тис. до н. д. — I тис. н. д. : упорядк., ритм. переклад, підг. автентичного тексту, довід. мат. Б. Яценка. — Київ, 2001.
- Rehbinder В. A. Vie et religion des slaves selon le livre de Vles. — Paris: Imprimerie P.I.U.F, 1980. — 103 p.